# Смит, Бенджамин Ли
Бе́нджамин Ли Смит (в дореволюционном написании Веньямин-Лейг Смит, англ. Benjamin Leigh Smith, 12 марта 1828 — 4 января 1913) — английский аристократ, путешественник и яхтсмен, полярный исследователь. Сын и внук политиков-радикалов, принадлежавших к нонконформистской церкви, брат суфражистки Барбары Бодишон. После разрешения нонконформистам обучаться в Кембриджском университете, окончил Джизус-колледж, в 1856 году удостоился степени бакалавра юриспруденции, но никогда не практиковал.
Получив большое наследство, Ли Смит между 1871 и 1882 годами предпринял пять самостоятельных экспедиций на Шпицберген, Ян-Майен и Землю Франца-Иосифа. Во время плавания на Шпицберген в 1872 году, путешественник встретился со шведским полярником — бароном Норденшельдом, который планировал отправиться на Северный полюс. В 1873 году Ли Смит доставил его команде свежие запасы и помог освободиться изо льдов. Во время путешествия 1880 года на яхте «Эйра» команда уточнила открытия экспедиции Пайера (было исследовано 110 миль новых побережий) на Земле Франца-Иосифа и впервые высадилась на мысе Флора. Во время экспедиции 1881 года «Эйра» затонула у мыса Флора, после вынужденной зимовки команда на шлюпках сумела летом 1882 года без потерь достигнуть Новой Земли, откуда была эвакуирована судами, отправленными на их поиски.
В 1874 году за спасение экспедиции Норденшельда полярник был награждён шведским орденом Полярной звезды, а в 1881 году Ли Смит был удостоен Золотой медали покровителей Королевского географического общества. Его именем названы Остров Ли-Смита на Земле Франца-Иосифа и мыс и ледник на Северо-Восточной Земле. Несмотря на большие достижения, Ли Смит был скромен, никогда не выступал публично и не обнародовал отчётов о путешествиях. Краткие заметки о его экспедициях публиковались Клементом Маркемом в «Журнале Королевского географического общества». Путешественник был забыт уже ко времени кончины, первая его биография была напечатана лишь в 2013 году.

## Происхождение, становление (1828—1871)

### Семья. Ранние годы

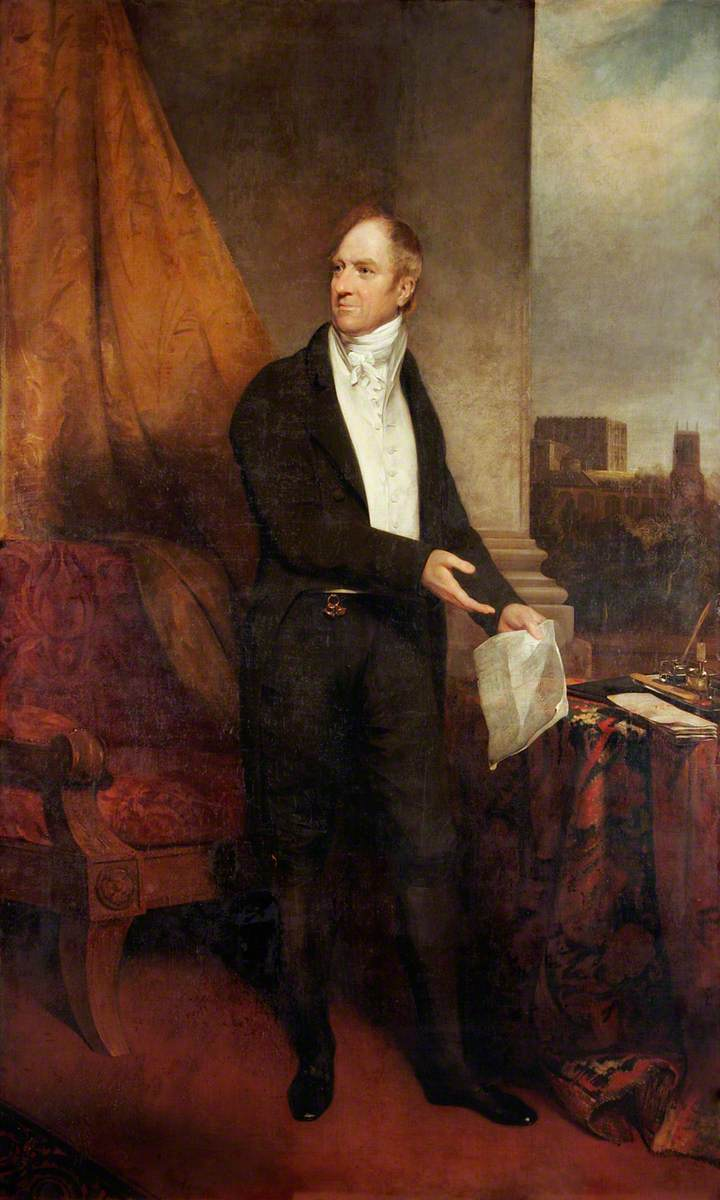
Томсон, Генри (художник). Портрет Уильяма Смита, деда Бенджамина. 1814, холст, масло, 241 × 149,5 см. Нориджский замок

Купеческое семейство Смитов происходило с острова Уайт. Прадед — Сэмюэл — был партнёром в торговой фирме Smith, Travers & Kemble, торговал китайским чаем и сахаром из Вест-Индии, и составил состояние. Из его четырёх детей выжил только сын. В религиозном отношении все Смиты являлись диссентерами. Вера деда будущего полярника — Уильяма Смита — описывалась знавшими его людьми либо как «унитарианская», либо «конгрегационистская»; последнее чаще всего обозначало индепендентов. Вплоть до середины XIX века религиозная политика в Великобритании была жёсткой, в частности, все лица, не принадлежавшие официальной англиканской церкви (включая католиков и евреев), не имели права поступать на государственную службу, имели ограничения на военную службу, и не могли получать высшее образование. Почти полувековая карьера Уильяма Смита в парламенте была связана как с борьбой против дискриминации религиозных меньшинств в Англии и Шотландии, так и с искоренением рабства. Он окончил диссентерскую Академию Давентри (в которой ранее обучался Джозеф Пристли); полученное наследство позволило реализовывать собственные интересы и жениться. Его третья дочь Фрэнсис (1789—1880) вышла замуж за Уильяма Найтингейла; одной из их дочерей — внучек Уильяма — была Флоренс Найтингейл.
Отец будущего полярника — Бенджамин — предпочитал именоваться «Ли Смит», присоединив к «простецкой» отцовской фамилии имя бабушки. В семье его называли «Патером»; получив образование, он сделался политиком, представляя второе поколение своей семьи в парламенте. По замечанию биографа Питера Капелотти, «в частной жизни Бенджамин-старший был столь же радикален, как и в политике». Он никогда не был женат, и имел, по крайней мере, восьмерых детей от двух или трёх разных женщин. Матерью Бенджамина-младшего была простолюдинка Энн Лонгден; Патер посетил её в Уотлингтоне в Восточном Суссексе, где её именовали «миссис Ли». Их первая дочь — Барбара — в дальнейшем стала одной из деятельниц суфражистского движения. Бенджамин-младший родился 12 марта 1828 года; далее на свет появилась дочери Изабелла (явно неуравновешенная психически) и Энн, которая открыто проявляла лесбийские наклонности. Самым младшим стал сын Уильям. Мать — Энн Лонгден — скончалась в 1834 году ещё молодой, и далее детей воспитывала тётка. Бенджамин Смит дал своим детям аристократическое воспитание, включавшее верховую езду и изучение латыни. Особенности семейной жизни Бенджамина Смита-старшего по-разному объяснялись биографами. Его правнучатая племянница Шарлотта Мур полагала, что Патер таким образом пытался избежать условностей викторианского брака, в котором женщина становилась полностью бесправной, не имея даже личного имущества. П. Капелотти, изучая личный архив Ли Смита, полагал, что Б. Смит поставил в русле своих прогрессистских взглядов социальный эксперимент, в котором потомки Энн воспитывались как аристократы, а вторая (и, предположительно, третья) семья — как представители более низких общественных страт: среднего класса и пролетариев. При этом Патера не волновали ни общественное мнение, ни общепринятые нормы морали: он пытался измерить последствия богатства, умеренного достатка и нищеты на человеческое развитие. Вполне вероятно, что это не было сознательно поставленным экспериментом, а лишь следствием того, что Бенджамин Смит-старший мог себе это позволить.

### Образование. Поиск призвания

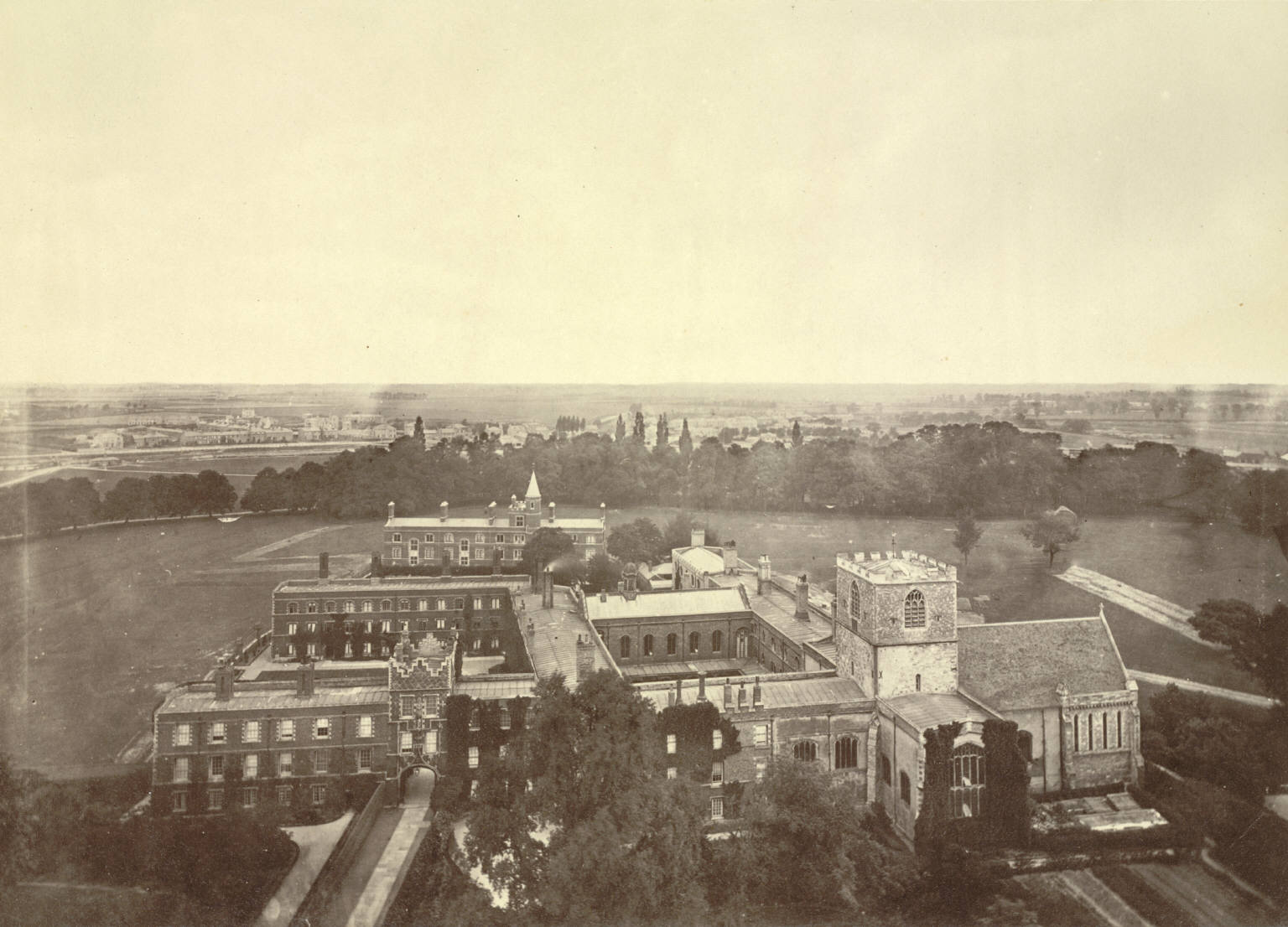
Джизус-колледж в 1870-е годы, фото с высоты птичьего полёта

О жизни Бенджамина Ли Смита до 1848 года практически не осталось сведений. Сохранился рисунок Барбары Смит от 1840 года, на котором дети разыгрывают сцену из «Двенадцатой ночи»; Бенджамин одет для роли Мальволио. Некоторое время он провёл в школе Брюс-касл в Тоттенеме. 3 июля 1848 года Бенджамин поступил в Джизус-колледж Кембриджского университета; к тому времени он являлся отличным стрелком и умел управлять парусной яхтой. Навыки стрелка он отточил в Корпусе королевских волонтёров. Колледж в те времена был небольшим и не имел права присуждать степени неангликанам. Достигнув 21-летия, Бенджамин получил от отца ренту в размере 300 фунтов стерлингов в год (примерно 31 350 в ценах 2020 года), что избавило его от необходимости зарабатывать. Его сёстры по достижении совершеннолетия также получили ренту в таком же размере. Редким источником, проливающим свет на семейные отношения, является декабрьское письмо Барбары Бенджамину 1852 года, из которого следует, что старший сын был зол на отца, а сестра уверяла, что «папа будет изумлён, что ты принял его слова всерьёз». Возможно, ссора была вызвана тем, что в колледже Бенджамин не выделялся способностями, хотя отец возлагал на него большие надежды; в семейной усадьбе он к тому времени не жил. Не исключено, что Ли Смит уже тогда заявил о стремлении стать путешественником. Переписка с отцом показывает, что в 1855—1856 годах Бенджамин отправился в «гран-тур», побывав в Париже, Ницце, Риме, Генуе, Алжире; планировалось и посещение Константинополя, но неизвестно, осуществилось ли оно. Лишь в 1856 году индепенденты получили право получать степени в колледже. Ли Смит, имея образование юриста, удостоился, вероятно, одного из первых дипломов бакалавра в кругу своих единоверцев; в 1861 году он получил и степень магистра. Однако он так и не стал практикующим барристером, хотя и получил приглашение в Inner Temple. В дальнейшем Ли Смит получил удостоверение судоводителя, дающее право управления собственной яхтой. Кузены Найтингейлы пренебрегали Смитами, самым близким Бенджамину родственником был дядя Джо Грэттон.
После смерти отца в 1860 году, тридцатидвухлетний Ли Смит унаследовал его состояние, став главой семьи из четверых своих братьев и сестёр. По словам П. Капелотти, несмотря на незаконнорождённость, Бенджамин Ли Смит имел крайне редкий в викторианском обществе статус: получив как старший сын основную долю наследства, он располагал гарантированным до конца жизни доходом, комфортом и досугом. Годом ранее сестра Белла вышла замуж за 58-летнего генерала Джона Ладлоу; его дневник, ведшийся до самой кончины в 1882 году, — практически единственный источник, освещающий деятельность Ли Смита до начала его экспедиций, особенно того, что касалось частной жизни. Впервые Бенджамин упоминался в записи от 12 декабря 1863 года. После кончины дяди Джо Грэттона, Ли Смит получил всё его состояние, и тут же оформил содержание для тётки в 1000 фунтов стерлингов в год. В 1867 году, согласно дневнику, Бенджамин планировал избраться в Парламент по округу Рай, но так и не сумел провести свою кандидатуру. В общем, до 1870 года Ли Смит вёл рассеянный образ жизни: сопровождал юных родственниц на их первые балы, играл в шахматы с младшим братом, подарил племяннице пони, заботился о сестре Белле (потеря в 1866 году трёхлетнего сына сильно ухудшила её психическое состояние). Бенджамин планировал поездку в Египет, но, вероятно, она так и не состоялась; тем не менее в этот период он вновь побывал в Риме. Летом 1870 года Ли Смит арендовал яхту у третьего баронета Бэрда за 500 фунтов стерлингов в месяц и отправился на Джерси и оттуда — вокруг Шотландии. Вероятно, общение с китобоями в Питерхеде могло обратить его внимание на Арктику, в которую после 1859 года британцы не совершали экспедиций. Ладлоу писал в дневнике, что в апреле 1871 года Ли Смит купил яхту (это была 85-тонная марсельная шхуна «Самсон»), «даже не видя её», и заявил, что отправляется на Северный полюс. Наука его ещё не интересовала, он рассчитывал на охотничьи подвиги, и сделал большой заказ на оружие. К тому времени Бенджамин был действительным членом New Thames Yacht Club. Практически все авторы, писавшие о личности Ли Смита, подчёркивали влияние на него опыта арктических туристов — маркиза Дафферина и баронета Ламонта, которые посетили обширные пространства от Исландии до Новой Земли

## Арктические экспедиции (1871—1882)

### Первое путешествие. Шпицберген, 1871 год

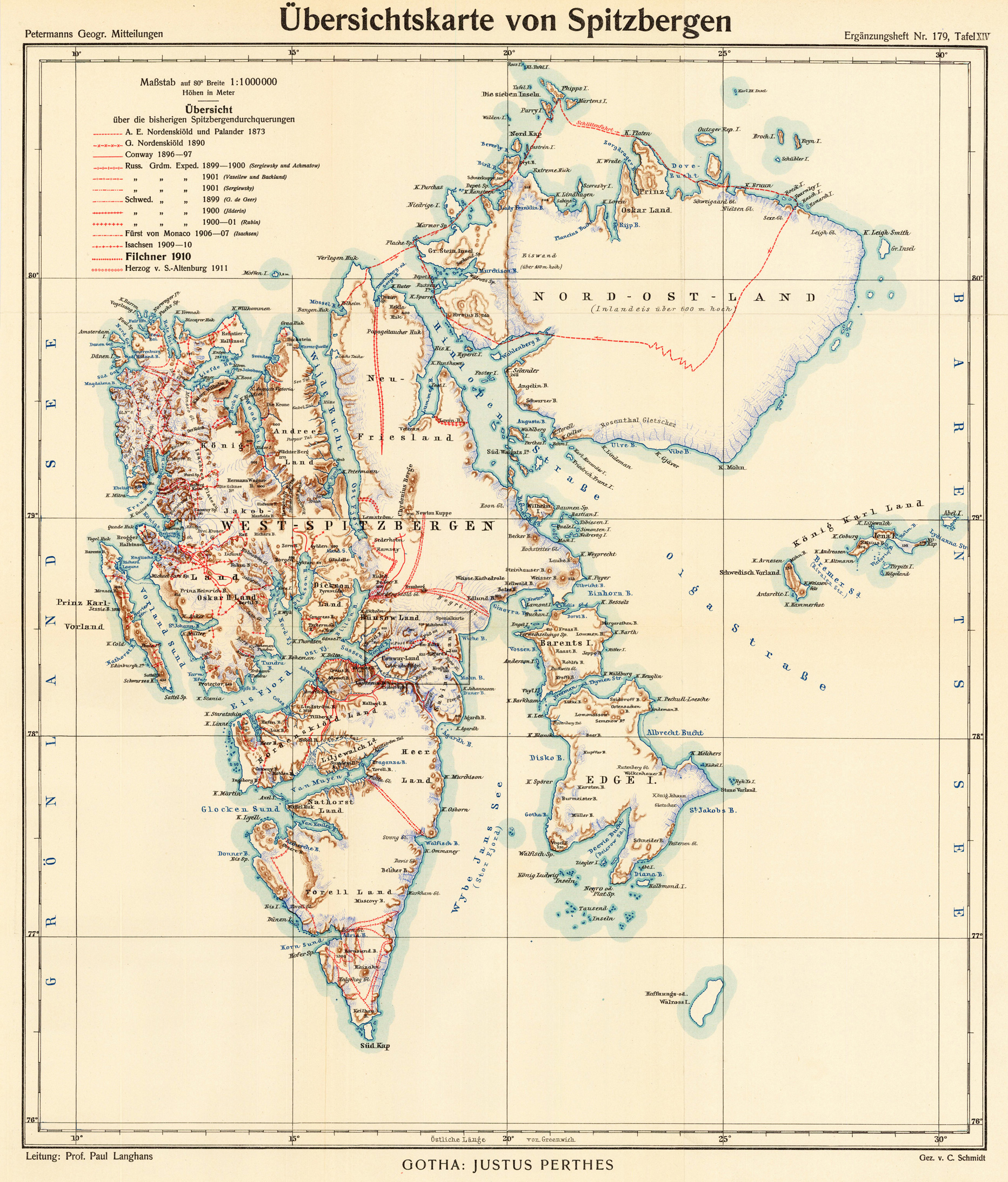
Карта Шпицбергена, изданная в 1914 году

#### Норвегия и северные воды
Яхта «Самсон» 16 мая 1871 года была ошвартована в доках Гримсби на реке Хамбер в ожидании попутного ветра. С этого дня Ли Смит начал путевой дневник, который неукоснительно вёл в течение пяти месяцев. Команда яхты была нанята в Тромсё, все моряки были норвежцами. По-английски умели говорить только помощник капитана и шкипер Эрик Андреас Ульве (1833—1896). Отплытие состоялось в пятницу, 19 мая 1871 года, за два следующих дня было пройдено 239 морских миль со средней скоростью от 3 до 6 узлов, но далее опустился туман, в котором удавалось делать не более 50 миль в сутки. В Тромсё, куда пришли во второй половине дня 3 июня, команду пополнили ещё пять человек, и всего экипаж составили 14 моряков. В дневнике они почти не упоминались, основное содержание журнала заключалось в наблюдениях за ветрами, приливами и течениями, записями измерений глубины и температуры вод океана, описанием скал и островов. Впрочем, страницы, исписанные в Тромсё, содержат восхищение красотой норвежек и их атлетизмом. Бенджамин посетил и верфь, на которой готовили к отходу корабль экспедиции Вайпрехта и фон Пайера к мифической «Земле Гиллиса»; 8 июня Вайпрехт посетил «Самсона». Примечательно, что Ли Смит в дневнике именовал корабль австрийцев «Айсбергом», тогда как в большинстве источников он именовался «Исбьорном». Пайер и Вайпрехт совместно посетили Смита ещё раз, и согласовали плавание вдоль южного побережья Шпицбергена. П. Капелотти выдвинул предположение, что именно общение с австрийцами и определило превращение Ли Смита в профессионального полярника, который частным образом реализовывал серьёзные научные проекты. К этим страницам дневника уже после возвращения Бенджмин приписал, что «сложно составить определённый план похода, поскольку непредсказуемое направление ветров оказывает влияние на ледовые поля». Дальнейшее плавание было импровизацией: яхта шла по ветру туда, куда могла пройти, а её владелец фиксировал всю информацию, которую удавалось получить.

#### Открытия на полярном архипелаге

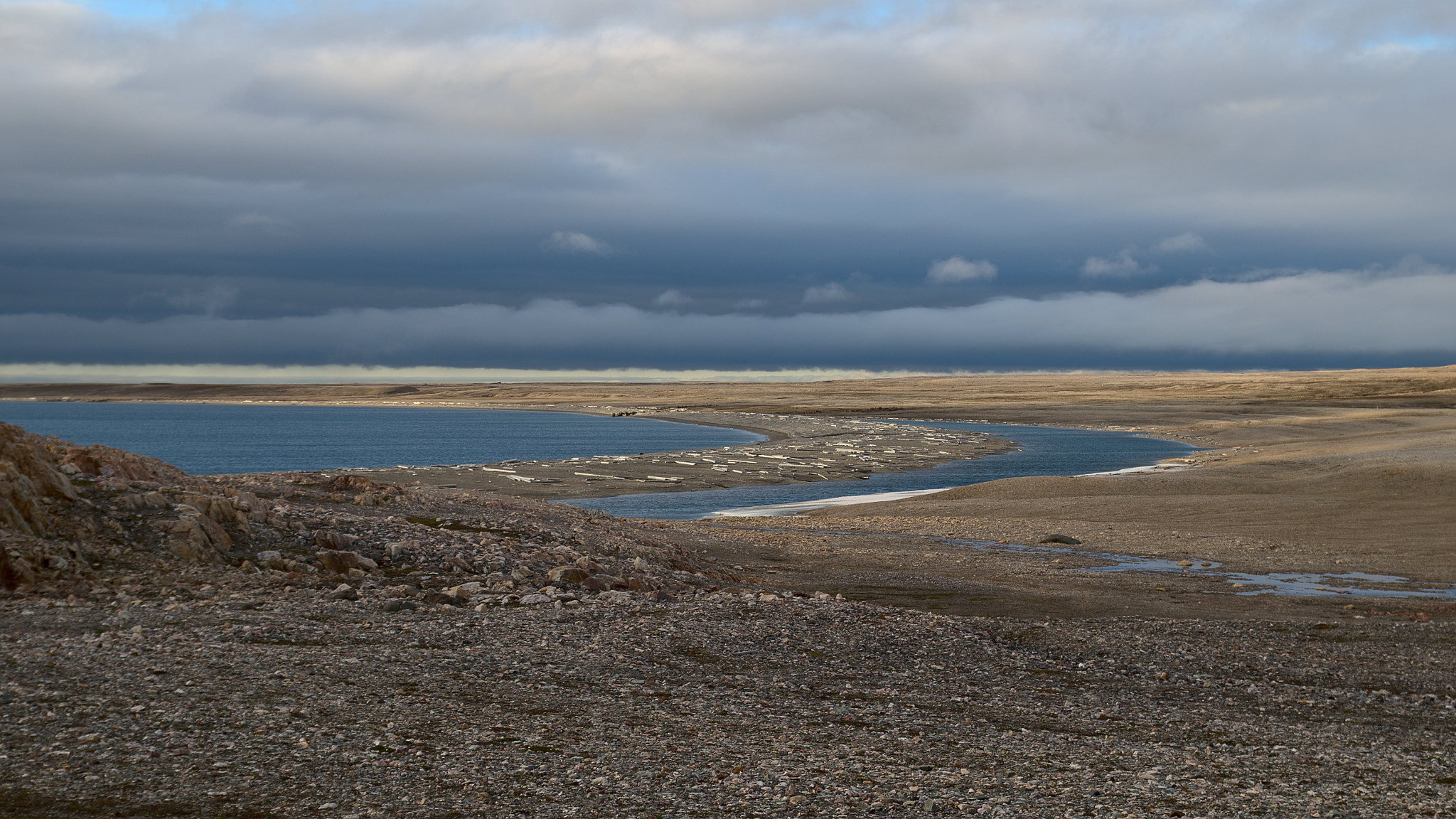
Раудфьорд. Хорошо виден плавник — вынесенные морем брёвна. Фото 6 августа 2013 года

В Тромсё на борт были подняты три зверобойных вельбота с оборудованием для добычи моржей и 15 июня «Самсон» направился в сторону Шпицбергена. Первый айсберг встретился 25 июня под 74° 06’ с. ш. и 24° 26’ в. д., примерно в 75 морских милях к юго-востоку от острова Медвежий. Через два часа яхта дошла до кромки сплочённого льда и повернула на восток. В конце дня «Самсон» оказался в ледовой ловушке, из которой не мог выбраться почти две недели. Бенджамин занялся проведением океанологических станций, фиксировал температуру воды у поверхности и на разных глубинах, а также старался при помощи лота собирать донные отложения. С 26 июня по 7 июля он провёл семь глубоководных станций и впервые обнаружил тёплые южные течения под холодными поверхностными водами. Применение глубоководного термометра подтвердило возрастание температуры воды на глубине, а не понижение (на три градуса Фаренгейта выше на глубине 100 саженей). Удалось набрать серого грунта с глубины 200 саженей. 7 июля в четыре часа утра показался Шпицберген, был проложен курс на Датский остров, высадиться на который удалось 12 июля. На берегу нашли следы пребывания Ламонта (стреляные гильзы), было добыто 20 уток и 100 утиных яиц на стол в кают-компании. Ли Смит пожелал пройти вглубь острова и поднялся на заснеженный горный хребет, который гораздо позже был назван в честь У. Уэллмана. Вскоре в Коббе-фьорд вошло промысловое судно, которое добыло 50 тюленей и два кита, его капитан сообщил, что ледовые поля движутся на юг. 15 июля прибыл ещё один промысловик; Ли Смит пригласил все команды к себе на борт, где был устроен импровизированный концерт. На следующее утро британец с четырьмя матросами обошёл остров по периметру и посетил заброшенную китобойную станцию Смеренберг на юго-восточной оконечности острова Амстердам; там было множество плавника — вынесенных морем стволов сибирской древесины. Исследователи не увидели ни одного тюленя, но набрали к столу 200 яиц морских птиц. На следующий день яхта отправилась на Норвежский остров, который был найден в густом тумане по шуму «птичьих базаров». На суше Ли Смит посетил кладбище зверобоев. Далее пришлось буксировать яхту на вёслах, и ввести её в Раудфьорд. К изумлению Бенджамина, берег изобиловал растительностью, особенно примулами и арктическим маком.

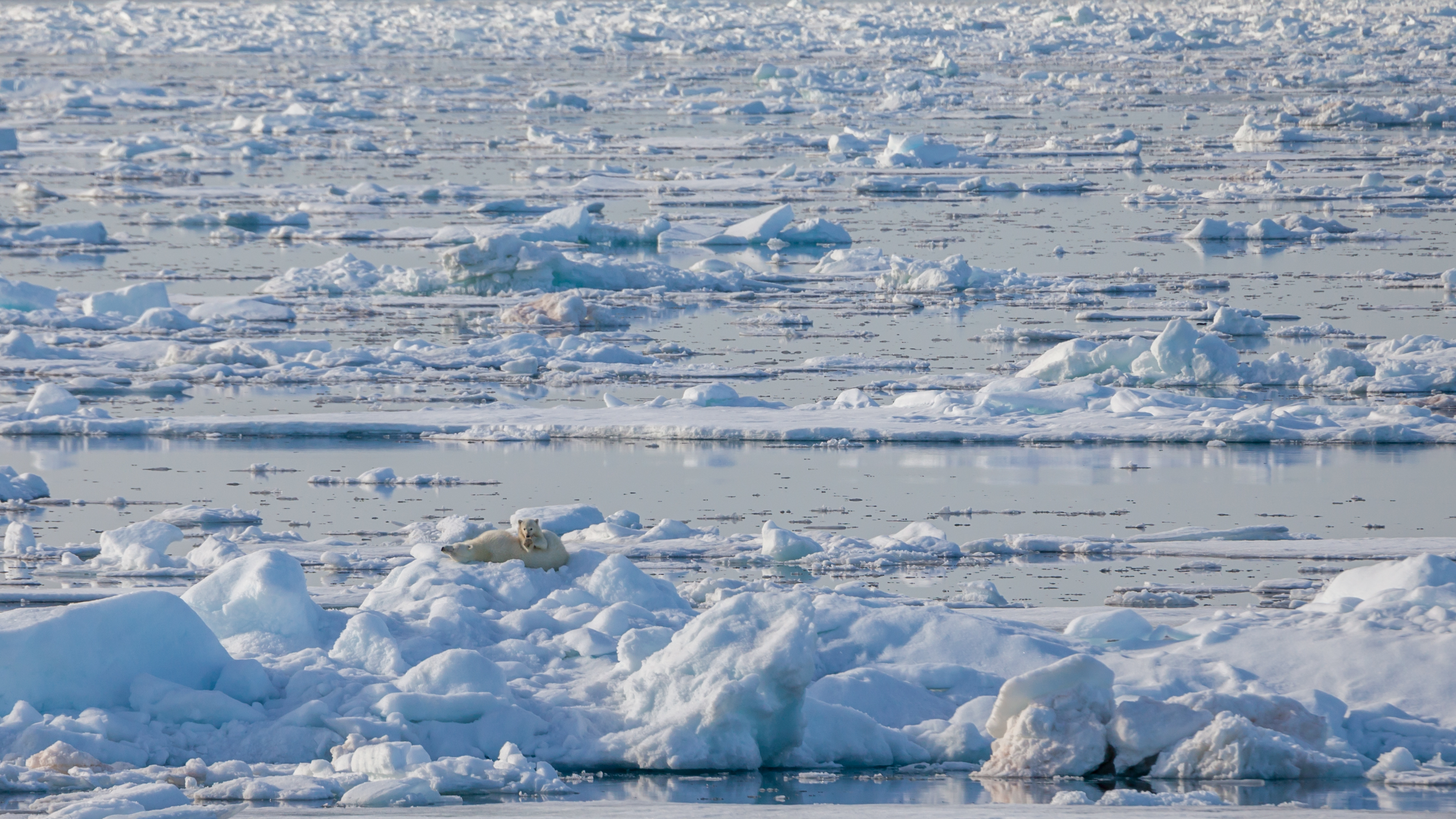
Ледовые поля и полярные медведи в проливе Хинлопен. Фото 30 июля 2015 года

Ледовые поля расступились 27 июля, Ли Смит смог возобновить глубинные станции, а яхта достигла 80° 13’ с. ш. Поскольку севернее пройти не удалось, весь август был посвящён исследованию пролива Хинлопен. Удалось даже посетить гавань Хеклы, от которой в 1827 году Парри пытался достигнуть Северного полюса. 29 июля Ли Смит обнаружил каменную пирамиду, воздвигнутую моряками Парри на высоте 1955 футов, поход занял девять часов и был крайне утомительным. Между 4 — 6 августа ледовые поля не пускали судно дальше. 14 августа на вельботах удалось достигнуть острова Вильгельмёйи. Попытки подняться на гору Тамлингодден, чтобы определить наличие земли к северу, давали противоречивые результаты. 23 августа выпал первый снег, началось понижение температуры. Встреченные зверобойные суда подтвердили, что продвигаться на север опасно. 28 августа Ли Смит отправился на Бастианёйане, чтобы поохотиться на медведей. Тем временем подходил к концу полярный день: 30 августа Солнце впервые скрылось за горизонтом. Только 1 сентября 1871 года «Самсон» вышел из пролива, но владелец приказал идти на восток, и в следующие 10 дней были совершены все его значительные открытия на Шпицбергене. Нордкап миновали 2 сентября в полдень, и встали в виду Южного Кастрена, из-за того, что на берегу было много плавника. Здесь встретили двух промысловиков, возвращавшихся с Новой Земли; их капитанам Ли Смит отправил мясных и овощных консервов и по бутылке бренди; норвежцы отдарились песцовой шкуркой и куропатками. В дневнике Ли Смит писал, насколько хорошо работали норвежские судостроители: за всё время экспедиции ни разу не разжигали печку в кают-компании. Сильный шторм 3 сентября заставил сняться с якоря, и одновременно разогнал ледовые поля. Пройдя Бухту Норденшельда, увидели остров Драбантен и рискнули пройти на шлюпках сквозь битый лёд для охоты, но так и не нашли ни тюленей, ни моржей. 5 сентября были найдены три острова, составляющие Землю Орвина — Brochøya, Foynøya, и Schübelerøya (получившие эти названия намного позже); это были первые их наблюдения. Полученные тогда данные капитан Ульве передал профессору Мону в Христиании, в 1872 году Петерман издал новые карты, на которых значились 33 новых топонима, в том числе 22 острова, открытых Ли Смитом. 6 сентября яхта вышла к северу от Шпицбергена, в тот день был открыт Мыс Ли Смита. Бенджамин испытывал желание обойти новые земли с севера, но не решился, поскольку на борту не было запасов для зимовки. 10 сентября были видны самые северные острова Шпицбергена. В 11 часов утра 11 сентября на пути от острова Парри была достигнута самая северная точка в походе: 81°24′ с. ш. на 18°35′ в. д., которая стала самым северным пределом, достигнутым Ли Смитом во всех его экспедициях. Во время охоты 12 сентября был найден остров у мыса Петермана, а сам Бенджамин рискнул пройти на лодке до мыса и тралил дно пролива, добыв образцы красной глины с глубины 7 саженей. На берегу были олени, и к 14 сентября было добыто 30 особей на шкуры и мясо. Когда выбрасывали останки в море, появились акулы длиной до пяти футов, их также наловили, чтобы извлечь печень.

#### Обратный путь и результаты

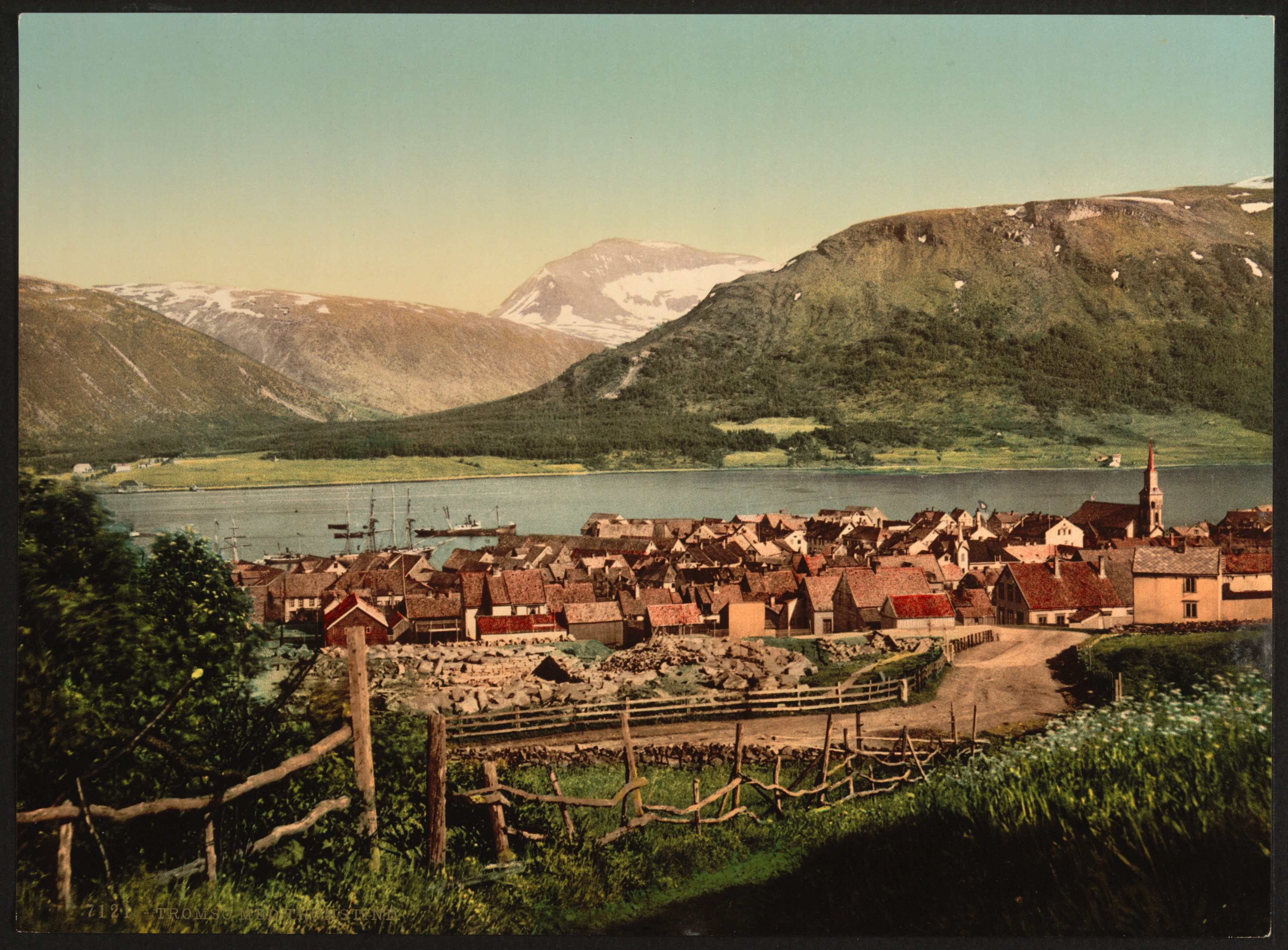
Фотохромное изображение Тромсё в 1890-е годы

В час пополудни 16 сентября «Самсон» отправился на юг. В Тромсё вернулись 27 сентября, пройдя почти всю дистанцию с 9-узловой скоростью с ветром прямо на корму. Ли Смит продолжал океанологические станции и вновь зафиксировал тёплые подповерхностные воды у побережья Соркаппа. Он писал в дневнике, что на следующий год следует повторить наблюдения. В XIX веке продолжала существовать вера в наличие свободного ото льда пространства вокруг Северного полюса; наблюдения Бенджамина могли стать основой для научной полемики.
Норвежский экипаж считал путешествие неудачным: было добыто всего 33 тюленя, 8 медведей и 45 оленей. Вдобавок сезон оказался самым изобильным для ловли сельди за последние двадцать лет; норвежцы сожалели об упущенной прибыли, потраченной на чудачества богатого англичанина. Капитан Ульве сошёл на берег. В последний момент Бенджамин купил белую медведицу с детёнышем, доставленную с Новой Земли, чтобы продать её в зоосад в Риджентс-парке. После пятимесячного плавания он завёл интрижку с некой девицей из Тромсё, а также общался с Вайпрехтом, приехавшим из Хаммерфеста: их с Пайером путешествие оказалось неудачным. 11 октября в дневнике зафиксированы сплошные разочарования: девушка оказалась помолвлена, а медведица попыталась удрать с яхты. Такие случаи повторялись не единожды, а однажды Бенджамину пришлось ловить медвежонка (названного Самсоном) за задние лапы, когда он хотел перепрыгнуть через фальшборт; команда не вмешивалась. Наконец, Ли Смит приказал отплывать, вскоре оказалось, что норвежская команда не желает повиноваться англичанину, и отказалась лавировать при встречном ветре. 31 октября «Самсон» вернулся в Тромсё, где и завершилась первая экспедиция Ли Смита.
Генерал Ладлоу записал в дневник некоторые рассказы Ли Смита после его возвращения, в них хватало и драматизма, и небрежной бравады, что всё обошлось благополучно. Сохранилось ноябрьское письмо от сестры Барбары, из которого следует, что она пыталась воссоздать живописные пейзажи Арктики. Однако неожиданно на Ли Смита обрушилась редакция журнала «Athenæum», обвинив его в неточности географических измерений и усомнившись в результатах плавания. Вероятно, после этого Бенджамин принял решение не обнародовать результаты своих путешествий. Рождество 1871 года отпраздновали жареными оленьими окороками, а полы суссекской усадьбы застелили шкурами белых медведей и оленей. Генерал Ладлоу, по-видимому, не одобрял «хобби» Ли Смита, полагая, что риск может оказаться фатальным.

### Плавание 1872 года на Ян-Майен и Шпицберген

#### Океанографические наблюдения

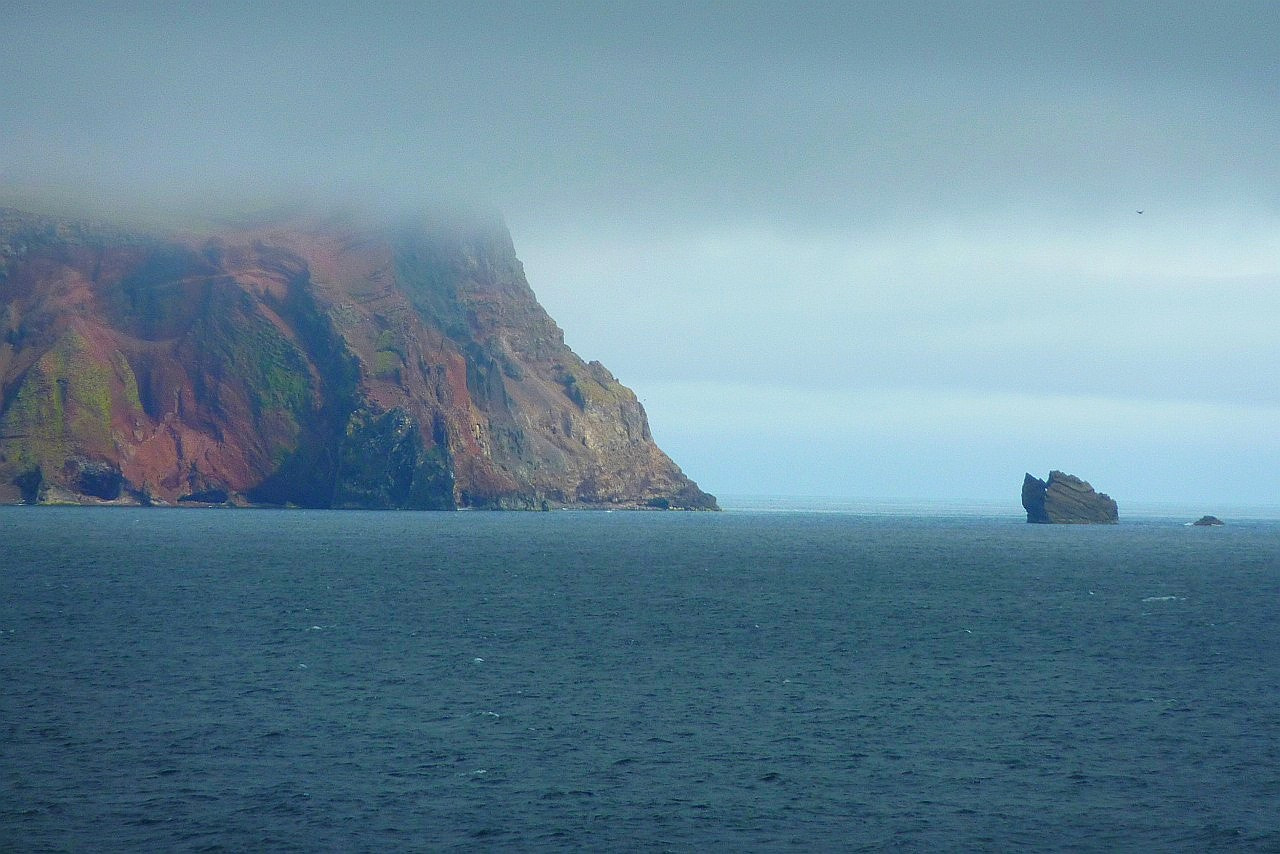
Туман у берега Ян-Майена

На летний сезон 1872 года Ли Смит запланировал новый полярный поход. Более всего его увлекла идея «великой полыньи», которая, якобы, способна привести к Северному полюсу. Чтобы не повторить ситуации с экипажем в предыдущем году (Ли Смит не желал осваивать норвежский язык даже на элементарном уровне), он нанял моряков в Гулле и промысловиков и плотника на Шетландских островах, — всего 17 человек. Был также приглашён специалист из Королевского военно-морского флота Джон Кэмпион Уэллс, которому, по собственным воспоминаниям, дали два дня на раздумья и сборы. В его обязанности входило ассистирование на океанографических станциях, добыча донного грунта и измерения температуры воды. Уэллс, вероятно, не был первой кандидатурой на эту должность, но, будучи британским патриотом, согласился. Позднее он заявил, что Британия утеряла приоритет в полярных исследованиях, и её место заняли «немцы, шведы, норвежцы, русские и американцы». Ли Смит по составленному им плану желал как можно точнее воспроизвести маршрут 1871 года, чтобы перепроверить полученные им данные. Возвращённый из Норвегии «Самсон» покинул Гулль 13 мая 1872 года, но из-за сильных лобовых ветров задержался. В Леруик добрались 26 мая и вновь вышли в море через два дня. 3 июня яхта достигла Ян-Майена и бросила якорь в бухте Мария-Мушбукта на северо-западном побережье; погода была туманная, а воздух и вода были на точке замерзания. Берега вновь были завалены плавником, причём Уэллс отметил, что брёвна изъедены древоточцами, то есть их принесло из стран с умеренным климатом. Матросы установили на берегу палатку, свезли припасы и набрали дров. Ли Смит и Уэллс забрались в горы, увидев океан с южной стороны и кратеры Фогт и Берна, и вернулись через десять часов. Штормовая погода и отсутствие якорной стоянки вынудило путешественников продолжать морской переход. Вскоре яхта вошла в ледовые поля, пока Уэллс и Ли Смит проводили океанографические станции, моряки забили и разделали двух китов и 250 тюленей; в этот раз судовладелец не мешал им получать прибыль. За каждую тонну добытого жира в Гулле моряки получали премию в 12½ пенсов на каждого.
На пути от Ян-Майена к Шпицбергену Ли Смит и Уэллс провели 14 океанографических станций, достигнув глубин 100—200 морских саженей. Полученное в 1871 году возрастание температуры по мере углубления подтвердилось. 18 июня Уэллс впервые провёл измерения температур всего водяного столба на месте станции, в результате из шести проведённых таким образом сеансов наблюдений, четыре показали устойчивое повышение температуры от поверхности воды до морского дна. Самая большая температурная разница была зафиксирована как раз 18 июня: 0,55 °C на 200 морских саженей. 20 июня для проверки были проведены подлёдные наблюдения, давшие те же результаты: холодные поверхностные воды сменялись более тёплыми глубинными. 7 июля Уэллс выловил ранее неизвестный вид морских звёзд и пришёл к заключению, что повышение температур есть результат действия течения, а не вулканической природы морского дна. Последние станции были проведены 10 и 12 июля, но полученные результаты были явно завышенными. После возвращения все использованные приборы были тщательно проверены и откалиброваны в мастерской изготовителя, и подтвердили свою точность и работоспособность. Для сверки результатов, набор глубоководных термометров Ли Смит поставил китобою-шотландцу Дэвиду Грею для использования во время рейса. Грей выполнил 9 станций между 13 апреля и 3 июля 1872 года на линии Гренландия — Норвегия на глубинах 200—400 морских саженей. Записи Грея подтвердили ту же картину, что наблюдали Смит и Уэллс. Уэллс сделал из этого вывод о правоте гипотезы о чистой воде в высоких широтах.

#### Норденшельд

Встреча экспедиций Ли Смита и Норденшельда. Гравюра из отчёта Уэллса

В течение 23 июня — 17 июля «Самсон» шёл вдоль кромки льда и дважды блокировался паком; 1 июля из-за столкновения с полем подводного льда был разбит фальшкиль. 6 июля начался пятидневный дрейф, во время которого яхту пронесло на север от 80° 18’ с. ш. до 80° 30’ с. ш. 28 июля увидели Моффен, но берега удалось достигнуть с трудом, пробираясь на шлюпке по 8-мильной полосе битого льда. Далее команда охотилась на моржей и Уэллс поймал кулика мородунку (Xenus cinereus). Яхта была повреждена и начала набирать воду. Встреченный норвежский промысловик предложил пройти в Грохукен и кренговать судно. 1 августа достигли Вейдефьорда и смогли подвести яхту близко к берегу. Команда, измученная работами на помпах, была рада сойти на пустынный берег. Однако кренгование не позволило понять причину течи и локализовать её; вероятное место было герметизировано пластырем из тюленьих шкур, просмолено и закреплено дубовой доской. 7 августа льды всё ещё не позволяли пройти севернее, поэтому Уэллс и Ли Смит решили осмотреть 12-футовую хижину, замеченную неподалёку. По утверждению П. Капелотти, она сохранилась к 2000 году и была избрана норвежскими властями для реставрации. Команда до 13 августа оставалась на берегу и настреляла 36 оленей; Ли Смит и Уэллс 11 августа исследовали пресноводное озеро Лакксьён, но надежды на рыбалку не оправдались: лёд был очень прочным. Несмотря на течь, было решено ещё раз попытаться пробиться на север. Выйти в море удалось только 18 августа, но вскоре в ледовом поле был сломан якорь, а при попытке развернуть корабль на буксире, перевернулась одна из шлюпок. 24 августа команда посетила Раудфьорд и 29-го остановилась в Фуглефьорде. Там неожиданно оказался корабль «Пульхем» экспедиции барона Норденшельда. Двое аристократов-исследователей быстро сошлись: Ли Смит принял шведского коллегу в своей каюте и обозначил его в дневнике как «умудрённого годами», хотя сам был пятью годами старше. Оказалось, что у шведов вышел запас угля и начальник экспедиции ожидал вспомогательные суда. Уэллс отметил, что Норденшельд явно не учёл, что точка рандеву располагалась дальше и сезон близился к завершению. Впрочем, барон не скрывал своих планов: он собирался перезимовать и следующей весной на лодках-санях из ивы и ясеня двинуться к Северному полюсу. Тяговой силой должны были служить ездовые олени с каюрами-лапландцами, они же были резервным источником провианта. Норденшельд также был уверен в существовании открытого околополюсного водоёма. Уэллс считал, что если вморозить судно во льды, его понесёт к полярной полынье со скоростью шести миль в сутки. 30 августа путешественники расстались, но Ли Смит дал обещание на следующий год проверить место зимовки и состояние шведской экспедиции. Далее «Самсон» прошёл в Конгсфьорд за геологическими образцами, а также посетил Грёнфьорд за палеонтологическими находками. 26 сентября все благополучно возвратились в Гулль.

### Спасательная операция 1873 года

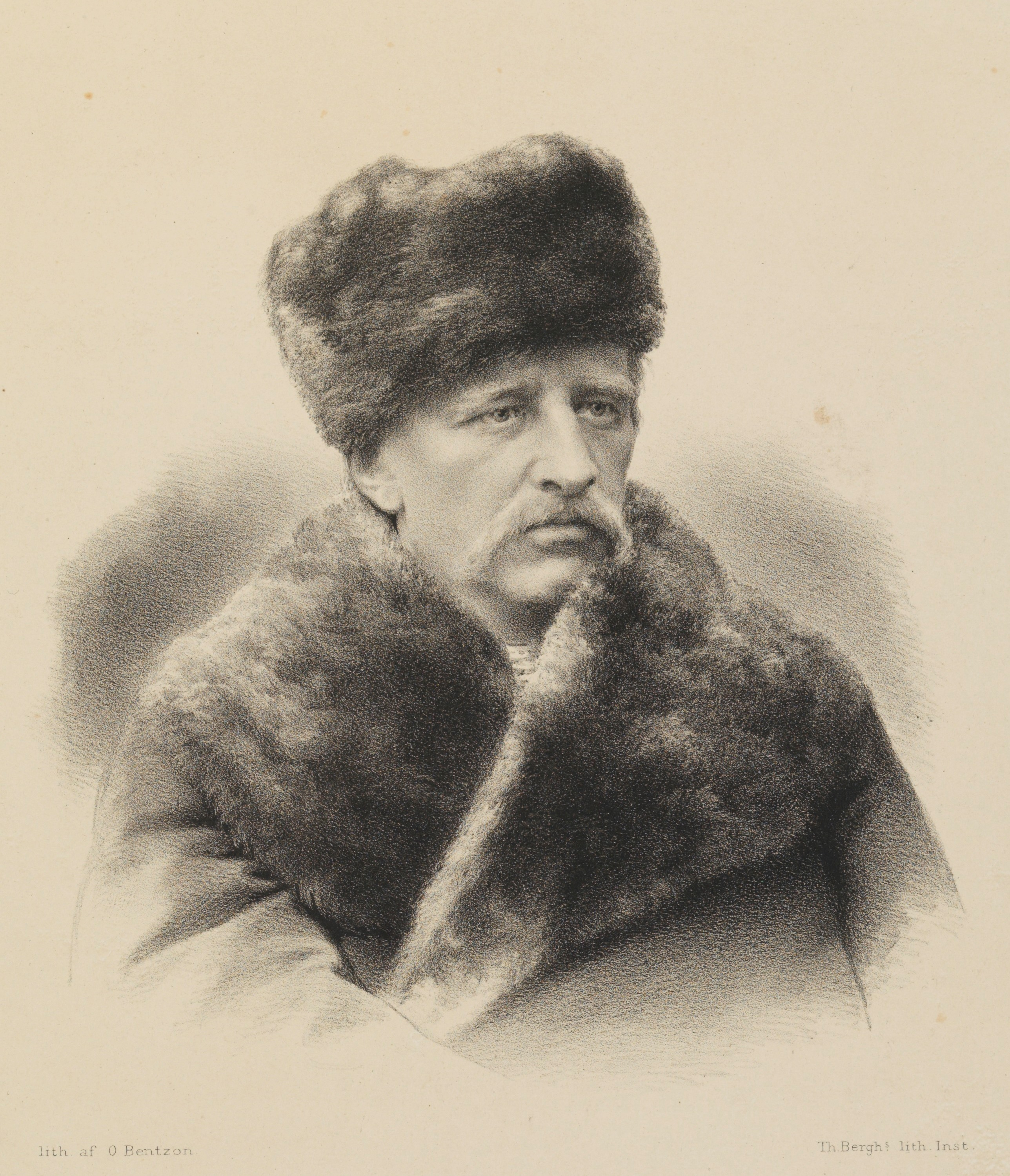
Барон Норденшельд

После возвращения из Арктики в 1872 году, Ли Смит был приглашён Джеймсом Ламонтом для чествования в Оксфордском и Кембриджском клубе. Вероятно, тогда и был поставлен вопрос о фрахте парусно-парового судна «Диана», специально построенного для охоты в Арктике. Судно имело вспомогательную паровую машину в 30 л. с. и металлическую обшивку на носу. Вся зима была посвящена сборам, генерал Ладлоу писал в дневнике, что в апреле 1873 года Смит в Гастингсе испытывал какие-то барометры новой конструкции.
В экспедиции 1873 года Ли Смита сопровождал 23-летний выпускник Итона Герберт Чарльз Чермсайд, который зарекомендовал себя как отличный охотник и геодезист. Кроме того, он отличался литературным талантом и Смит надеялся, что Чермсайд сможет соединить результаты трёх арктических экспедиций в одной публикации. В сезоне 1873 года Ли Смит стремился обогнуть архипелаг Шпицберген с севера. Судно было достаточно вместительным, чтобы взять грузы для экспедиции Норденшельда. 10 мая 1873 года Ли Смит вышел на борту «Дианы» из Данди. Команда включала 17 человек, а на правах гостей Ли Смита в путешествие пошли Чермсайд, его однокашник натуралист Ричард Поттер (1855—1947) и священник Альфред Эдвин Итон (1845—1929). «Самсон» также сопровождал путешественников, на его борту было 13 человек, и он вышел из Гулля ещё 30 апреля и 7 мая зашёл в Леруик. По плану два судна с запасами для годичной зимовки должны были встретиться на Датском острове не позднее 1 июля. «Диана» посетила Леруик 18 мая, и вышла в море под парами, но поставила паруса, когда появился попутный ветер. Ледовые поля встретили под 72 ° с. ш. 23 мая; спустя три дня встретили сразу два китобойных суда — английское и шведское. 7 июня прибыли в Конгсфьорд. Более тихоходный «Самсон» был остановлен льдами 22 мая на 70 ° с. ш. и прибыл в залив Магдалены лишь 21 июня.
Между тем, партия Ли Смита 13 июня в Коббефьорде встретила норвежское рыбацкое судно, шкипер которого сообщил, что команда Норденшельда блокирована льдами в Моссельбукте и голодает. Бенджамин скомандовал немедленно развести пары. Оказалось, что барк Норденшельда «Пульхем», пароход «Онкель Адам» и бриг «Гладан» вмёрзли в ледовое поле толщиной в 3—7 футов, кромка которого простиралась примерно на три мили. Удалось выяснить, что несмотря на тяжёлую зиму, в апреле Норденшельд попытался выступить на север на трёх лодках-санях. Поскольку зиму пережил только один олень, в упряжку встали люди. Всторошенный лёд и сильные туманы сорвали поход, погиб один член санного отряда. Однако барон решил отступать через Нордаустландет и ещё не вернулся, когда Ли Смит прибыл на место зимовки. Вечером 13 июня Ли Смит мобилизовал весь экипаж «Дианы» для перевозки провианта шведам: к тому времени один член команды уже скончался от цинги. Англичане поставили полтонны говядины, 40 бочек кислой капусты, 20 бочек лосося, ящик хереса, ящик бренди, 10 банок консервированной моркови, два ящика лимонного сока, 59 фунтов табака, 5 мешков картофеля и 10 галлонов рома. Вдобавок, рядом вынужденно зимовали китобои-норвежцы, из 19 моряков за зиму умерли 17. Заместитель Норденшельда — физик Август Вейкандер — сообщил, что 7 и 8 июня фьорда достигли несколько рыболовных судов, которые доставили свежую почту и немного припасов. Из сообщений следовало, что агент Норденшельда убедил правительство в ненужности спасательной операции. Вейкандер попытался договориться со шкипером-норвежцем о доставке припасов, но тот не пожелал срывать сезонных работ. К тому времени на борту «Онкель Адама» цингой болел весь экипаж, а на «Гладане» — половина людей. Даже если лёд растаял бы сам собой, у экспедиции не хватало рабочих рук. Доставленный Ли Смитом лимонный сок, свежий картофель и фруктово-овощные консервы в буквальном смысле творили чудеса: улучшение самочувствия моряков стало заметным через неделю, после чего начались работы по выводу судов из льда. Чермсайд и Итон в это время занимались естественнонаучными исследованиями и сбором коллекций минералов, моллюсков и растений. 15 июня «Диана» двинулась на поиски партии Норденшельда, сроком возвращения которого было 23-е число. Параллельно капитан Уокер на «Самсоне» достиг Конгсфьорда 20 июня, где получил оставленное сообщение Ли Смита. 1 июля оба судна встретились в Сюёяне; «Диана» взяла яхту на буксир. Состоялся обмен припасами, причём у матросов было достаточно времени, чтобы собирать китовый ус, которого было много по берегам. Вернувшись в лагерь шведов, Ли Смит никого не застал: льды вскрылись, а сам барон вернулся менее чем через неделю после отправления англичан. Встреча двух командиров состоялась в Зоргфьорде 3 июля, но была очень краткой. Поскольку льды не позволяли продвигаться на север, с 15 по 29 июля англичане обосновались в бывшем лагере Норденшельда и занялись исследованиями: Чермсайд и Поттер занимались топографической съёмкой, а Ли Смит тралил дно залива. Экипаж добыл не менее 68 оленей, пару тюленей и семь белых гусей, очень редко встречавшихся на Шпицбергене. Самой тяжёлой была работа на драге, переноска которой требовала сил всего экипажа. Однако Ли Смиту удалось добыть несколько примечательных образцов придонной фауны, а также кораллы.
Дальнейшие попытки продвинуться на север привели к тому, что между 14 и 29 августа «Диана» была заблокирована во льдах. Во время сильного шторма 1—4 сентября судно отнесло к 80° 54’ с. ш. Освободившись, 8 сентября паровое судно встретило «Самсона» в Грон-фьорде. Зима наступила 14 сентября, после чего экспедиция повернула на юг: «Диана» вернулась в Данди 26 сентября, а «Самсон» прибыл в Хамбер 5 октября. За спасение Норденшельда король Швеции и Норвегии Оскар II наградил Ли Смита рыцарской степенью Ордена Полярной звезды. Церемонии не стали устраивать: знаки отличия были присланы в Суссекс по почте из шведского посольства в Лондоне. Трёхтомный дневник Чермсайда за 10 мая — 26 сентября 1873 года, дневник капитана Уокера и переписка Поттера хранятся в архиве Полярного института им. Р. Скотта. Чермсайд действительно подготовил 25-страничную статью, подытоживавшую два плавания Смита на Шпицберген, но она была отклонена редакцией «Журнала Королевского географического общества». В Арктику Бенджамин вернулся только через семь лет.

### Жизнь Бенджамина Ли Смита в 1874—1879 годах

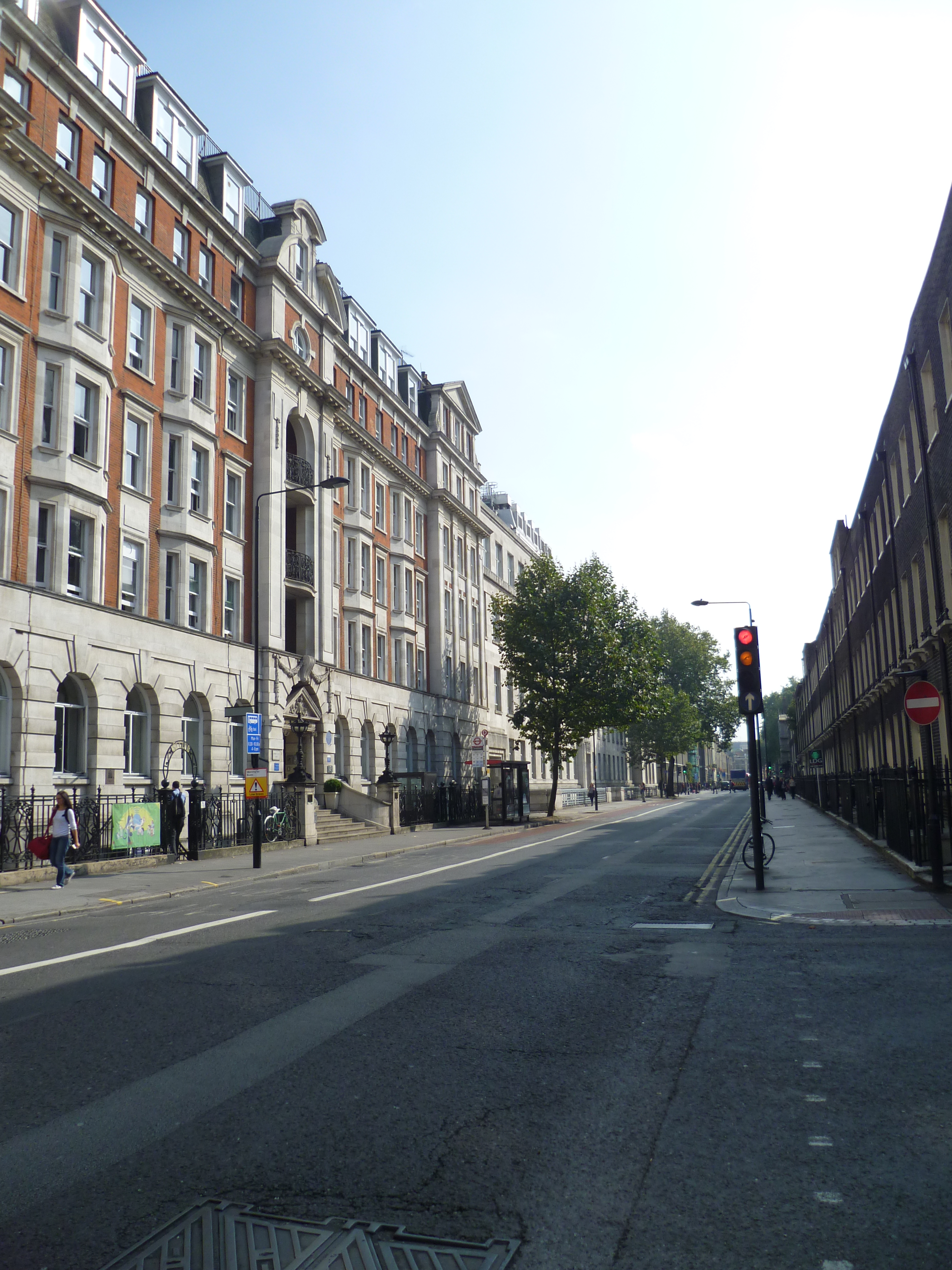
Вид Гауэр-стрит

Лондонская «Таймс» опубликовала заметку о прибытии «Дианы» 29 сентября 1873 года. Племянница Мэйбл встречала «Дядю Бена» постановкой любительского спектакля, в котором были заняты родственники, включая племянника — сына брата Вилли. Бенджамин, вероятно, устал от Арктики и на несколько лет превратился в помещика, который делил жизнь между имением Глоттенхэм в Суссексе и особняком на Гауэр-стрит в Лондоне. В этом доме в мае 1874 года Ли Смит устроил большой бал для своих племянников и племянниц. Впрочем, дух путешествий пересилил и летом 1874 года Бенджамин как турист посетил Калифорнию, привезя полный мешок семян веллингтонии из Йосемитской долины. Он рассадил эти деревья в своём поместье и раздавал всем желающим. После возвращения в Лондон Ли Смиту предложили баллотироваться в парламент, но он отказался. В журнале Edinburgh Review вышла статья с нападками на научные результаты его экспедиций, причём анонимный автор проигнорировал факт, что наблюдения принесли схожие результаты в течение двух сезонов подряд. Впрочем, символическим знаком признания стало приглашение Ли Смита на похороны леди Франклин в 1875 году.
В 1876 году Бенджамин предпринял попытку ещё раз попытаться проникнуть в высокие широты. Ли Смит тогда предложил 4500 фунтов за судно Norvegen, отстаивающееся в Гамбурге. Сделка, однако не состоялась, хотя Бенджамин ездил в Германию лично, о чём свидетельствует запись в дневнике Ладлоу. По сообщению Шарлотты Мур, большая часть 1877 года — с апреля по ноябрь — была занята большой европейской поездкой всем семейством, с долгим пребыванием во Франции и Швейцарии. Очень тяжёлым выдался 1878 год. 8 марта Ли Смит сильно пострадал при уличной аварии: кэб, в котором он ехал, перевернулся, была сильно повреждена рука, которую зажало в разбитом окне повозки. Прошло несколько недель, прежде чем он мог принимать посетителей; сочувствие выразила и кузина Флоренс Найтингейл. Летом 1878 года, согласно дневнику генерала Ладлоу, Бенджамин тяжело переболел некой лихорадкой, вероятно, тифом или сепсисом — осложнением после переломов. В августе он всё сильнее стремился на море. Даже в начале 1879 года рука не восстановилась в полной мере, но полярник возобновил светскую жизнь. Вместе с племянницей Мэйбл он посещал театральные представления; получил очередное предложение баллотироваться в парламент. В октябре 1879 года его мучили настолько сильные мышечные спазмы, что он решился на операцию на сухожилиях. Под новый год в дневнике генерала записано, что 51-летний Ли Смит принял решение строить собственное полярное судно.

### «Эйра»: первое путешествие на Землю Франца-Иосифа (1880)

#### Приготовления
План новой полярной экспедиции Ли Смита был доложен на заседании Королевского географического общества его непременным секретарём Клементом Маркемом вечером 17 января 1880 года. Согласно этому плану, летом следовало пройти по кромке многолетних льдов, наблюдая проходы и пользуясь ими для подъёма в более высокие широты. К тому времени на верфи Питерхеда с максимальной скоростью строилось специализированное полярное судно. Контракт был заключён с фирмой Stephen & Forbes, главным консультантом выступил китобой Дэвид Грей, который заказывал свой корабль на этой верфи, здесь же был построен «Виндворд», служивший Джексону и Пири. Собственно, его проект послужил основой для «Эйры» — 125-футовой баркентины, регистровой вместимостью 360 тонн. Корпус был набран из дуба и тика, и укреплён металлическими деталями; толщина борта достигала трёх футов, а форштевня — восьми. Ли Смит положился на своих корабелов и не навещал строительства. Спуск на воду прошёл в мае 1880 года; достройка продолжилась в Абердине, где была установлена паровая машина в 50 л. с. Церемонию крещения провела дочь Грея. Стоимость постройки составила примерно 10 000 фунтов стерлингов (около 1 млн в ценах 2020 года), кроме того, баркентина была застрахована на сумму 8000 фунтов. Согласно дневнику Ладлоу, 4 мая 1880 года он обедал в Лондоне с Ли Смитом, и убедился, что его родственник полностью восстановил физическую форму. Поскольку ему было 52 года, Бенджамин составил завещание: коллекция депеш Веллингтона отошла племяннику Гарри, брату Уильяму передал яхту, которая базировалась в Портсмуте. Он начал поговаривать о продаже имения, которое приносило 2000 фунтов годового убытка.

#### Путь в Арктику

На квартердеке «Эйры». Слева направо: Дэвид Грей (у штурвала), Бенджамин Ли Смит, Артур Конан Дойл, Джон Грей, Уильям Нил (с трубкой). 11 июля 1880 года

11 июня 1880 года Ли Смит в сопровождении фотографа У. Гранта выехал из Лондона на паровой яхте «Маргейт», принадлежащей его кузену Валентайну Смиту. В Питерхеде нужно было перейти на борт «Эйры», которая была полностью оснащена и загружена провиантом на два года вперёд. Через день его племянница Мэйбл передала портрет Бенджамина для галереи арктических исследователей, учреждённой в память леди Франклин. Другая племянница — Милисент — в послании дяде даже не сомневалась, что ему удастся достичь Северного полюса. Оказалось, что отделочные работы на «Эйре» далеко не закончены. Несмотря на все сложности, 19 июня удалось выйти в море. Фотограф Грант утверждал, что никто на борту, включая командира, понятия не имели, куда они направляются; тем не менее, в заметке «Таймс» от 23 июня, целью был назван Шпицберген. Экипаж составлял 21 человек, включая врача Уильяма Нила; дружба между Нилом и Ли Смитом продолжалась до конца их жизни. Шкипером и штурманом был Уильям Лофли из Гулля; он же отвечал за набор команды. 20 июня в Леруике взяли четверых гарпунёров и взяли курс на Ян-Майен. Его не удалось достигнуть из-за тумана и навигационной ошибки. Достигнуть северо-восточного побережья Гренландии тоже не удалось, на расстоянии 70 миль начались сплошные ледовые поля. Далее «Эйра» повернула на северо-восток и 11 июля повстречала китобойные суда братьев Греев — «Эклипс» и «Хоуп»; судовладельцы предостерегли от захода в воды к северу от Шпицбергена. Сохранилась групповая фотография, сделанная на квартердеке «Эйры», на которой оказался 21-летний практикант-медик Эдинбургского университета Артур Конан Дойл, пошедший врачом на «Хоуп». Далее пришли на остров Амстердам, где оказалось, что проходы во льдах отсутствуют. Здесь путешественники увидели гранитный памятник Баренцу, привезённый голландцами в 1878 году, но историческое кладбище китобоев было сильно разгромлено неведомо кем. Соркап обогнули 31 июля, и приняли решение идти к месту работы австро-венгерской экспедиции Пайера. Ледовые поля начались 6 августа под 77° 10’ с. ш., 40° в. д., 8 августа «Эйра» причалила к айсбергу, подводная часть которого имела толщину, по крайней мере, 48 саженей. Промеры глубин показали наличие шельфа. Начавшийся шторм понёс экспедицию на юг, и только 14 августа удалось пойти на северо-восток по 54 меридиану. Скорость временами достигала шести узлов.

#### Открытия на Земле Франца-Иосифа

Маршрут экспедиции 1880 года

«Эйра» оказалась в районе, в котором не побывала австро-венгерская экспедиция. Окрестные воды изобиловали столообразными айсбергами, высота одного из них вдвое превышала грот-мачту яхты. Обнаруженный остров получил имя Уолтера, в честь офицера Королевского флота У. Мэя (1830—1896). На берег высадился фотограф Грант, и поднялся на 61 метр по базальтовым утёсам. Берег был завален плавником; Ли Смит, Лофли и Нил пытались охотиться на моржей. Далее был открыт остров Гукера, где Грант наловил живых чаек для Лондонского зоопарка (из семерых выжила одна), а Бенджамин настрелял 17 моржей. Когда расступились льды, был открыт остров Этериджа, который изобиловал палеонтологическими образцами. Когда первооткрыватели поднялись на самую высокую точку, Ли Смит увидел, что оставленную шлюпку уносит льдами; удалось определить направление ветра и перехватить пропажу. Ночью был сильный снежный шквал, который спровоцировал опрокидывание айсберга.
Далее путь экспедиции шёл в западном направлении в водах, которые ещё никто не посещал. 17 августа Ли Смит высадился на острове Нортбрук. Дальше погрузились на парусные шлюпки, а команда «Эйры» тралила дно бухты в поисках образцов животных и растений, а также минералов. Самый западный мыс, покрытый пышной арктической растительностью — травами, мхами и полярными цветами, Ли Смит назвал Флора. 18 августа экспедиция достигла острова Белл, за которым 23 числа был открыт пролив, названный в честь Найтингейлов. На острове Белл имелась удобная гавань. 20 августа увидели медведицу с двумя детёнышами; мать застрелили, а медвежат удалось сохранить для зоопарка. Далее достигли пролива Маркема, поименованного австрийцами. Крейсируя у ледника Грэттона, Ли Смит хотел поймать молодого моржа для доставки в зоопарк; но его родители оказали сильное сопротивление и чуть не утопили лодку. 22 августа на острове Белл Грант занимался сбором ботанических образцов, обнаружив девять разновидностей трав, мхов и лишайников. Он же впервые обнаружил окаменелые растения мелового периода и моллюсков юрского — аммонитов и белемнитов. С 300-метровых утёсов было видно, что с юга и юго-запада простирались поля многолетнего льда. Ли Смит принял решение обойти Землю Франца-Иосифа с запада и определить её протяжённость. 24 августа «Эйра» обогнула мыс Гранта и легко прошла поля разреженного льда, но была остановлена у мыса Ладлоу. Крайняя достигнутая точка имела координаты 80° 19´ с. ш., 44° 52´ в. д. Далёкий мыс, расположенный примерно в 40 милях, получил имя Лофли. Спустившийся туман вынудил экспедицию повернуть на восток 25 августа и в бухте Грей яхту зажало льдом, который был взломан штормом 28-го числа. Гавань Эйры тоже оказалась забита льдом, поэтому пошли к островам Мак-Клинтока и земле Вильчека. Посетив место затопления «Тегетгофа» — экспедиционного корабля Пайера — 1 сентября Ли Смит повернул на юг, пытаясь найти проход в ледовых полях. 17 сентября достигли Шпицбергена в Сторфьорде и покинули его 22 сентября: для дальнейших исследований было уже слишком поздно. В Хаммерфесте «Эйра» наскочила на банку, повредив фальшкиль, и её вытащили с помощью парохода Nordstjerne. Ли Смит телеграммой известил о своих открытиях Клемента Маркема. 11 октября экспедиция вернулась в Леруик.
Клемент Маркем, получив материалы Ли Смита, оценил возможности малой частной экспедиции. Кроме того, он пришёл к выводу, что Земля Франца-Иосифа очень велика — едва ли не в два раза больше, чем её представлял Пайер. 17 октября большая статья о достижениях Ли Смита была опубликована в «Таймс», там упоминалось о доставке полярной чайки и медведей в Лондонский зоосад, открытии 7 малых и 4 больших островов. Поздравления прислал Альберт Маркем, а сэр Клемент лично написал статью для «Географического журнала» и принёс её гранки в особняк на Гауэр-стрит. Отчёт Ли Смита также читал Маркем — 17 января 1881 года; по его результатам Совет Королевского географического общества единогласно присудил исследователю золотую медаль. Выступавший во время прений Джордж Нэрс заявил, что Земля Франца-Иосифа является более удобной базой для похода к Северному полюсу, чем пролив Смита.

### Второе путешествие на мыс Флора (1881—1882)

#### Путь на север

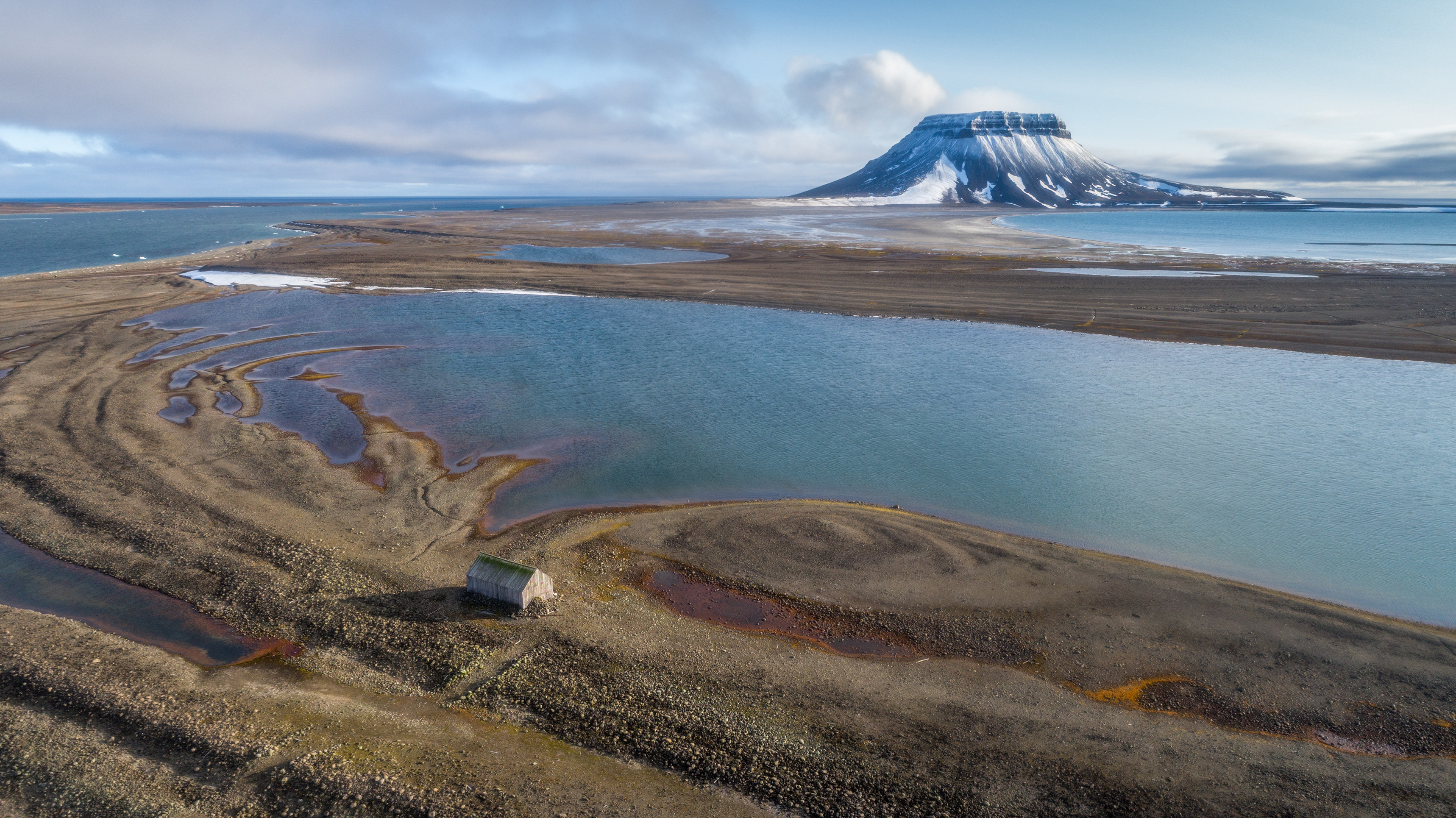
Гавань Эйры со складом Ли Смита и остров Белл. Фото 27 августа 2017 года

Зима 1880—1881 годов была занята ремонтом «Эйры» на верфи Stephen & Forbes, причём снаряжением ведал нанятый агент Уильям Бакстер (в его честь был назван залив на Земле Александры), который постоянно держал Бенджамина в курсе дела по переписке. Бакстер предлагал не выплачивать корабелам гонорара, пока судно не будет приведено в должную кондицию. Было необходимо провести замену фальшкиля, форштевня и отремонтировать подводную обшивку. Ли Смит приказал оборудовать на судне дополнительный гальюн и уменьшить высоту мачт. Пока шли приготовления, пришло известие, что Французское географическое общество наградило Ли Смита собственной медалью; как всегда, он отказался лично побывать на награждении. Королевское географическое общество поспешило организовать награждение Медалью покровителей 23 мая 1881 года с формулировкой: «За важные открытия на
южном побережье Земли Франца-Иосифа и за предшествующие географические работы на северо-восточных землях Шпицбергена». Исследователь вновь нашёл причину не явиться, награду за него принял Клемент Маркем.
«Эйра» вышла в новый рейс из Питерхеда 14 июня 1881 года с экипажем из двадцати четырёх человек. Ли Смит предполагал создать тыловую базу в Гавани Эйры и попытаться на яхте пройти возможно севернее по лабиринту проливов. В трюмы было погружено несколько тонн мясных консервов (в основном, баранины и говядины), полторы тонны овощных консервов в жестяных банках, 200 тонн угля, а также разобранный складской барак, который надлежало установить в Гавани Эйры. Поскольку нехватку запасов предполагалось восполнять охотой, был взят внушительный арсенал и заказаны две новые шлюпки для нужд моржового промысла и два китобойных вельбота. Машинистом пошёл Уильям Робертсон (1838—1908), который оставил примечательное описание экспедиции. Первоначально он подписал контракт на четыре месяца и руководил переоборудованием топки котла, чтобы его можно было питать жиром в смеси с углём. Ледовые поля были встречены под 72°45’ с. ш., 17°20’ в. д. Командир, как обычно, пошёл вдоль кромки льда, отыскивая пути на север, но в этот раз не удалось даже миновать Карские ворота. Испытав остановки в ледяных полях (выбраться удалось с помощью взрывчатки), 23 июля «Эйра» достигла Земли Франца-Иосифа. Новым открытиям помешала ледовая обстановка, капитан Лофли повёл яхту в бухту Грея. Здесь кипела жизнь: на берегу были цветы, на побережье в изобилии водились моржи, а доктор Нил насчитал на скалах тринадцать разных видов птиц. Матросы забили 17 моржей, забрав только ворвань, шкуры и клыки; мясо использовали как приманку для белых медведей. Ещё 35 моржей добыли у мыса Кроутер. Стоянка продлилась до 2 августа; на острове Дэвида обнаружили ископаемые образцы юрской древесины.
При попытке войти в Гавань Эйры, выяснилось, что она блокирована льдами, но ледоход активно шёл в проливе Найтингейл. 6 августа команда высадилась на острове Белл и приступила к возведению складского помещения, специально изготовленного на верфи в Питерхеде, его назвали «Дом Эйры». Строительство отпраздновали концертом и «балом». Ледовая обстановка тем временем ухудшалась: к мысу Флора вечером 16 августа удалось подойти не ближе трёх миль из-за полосы припая. Погода была тиха, команда занималась плановыми работами и охотой; Ли Смит с Нилом работали на берегу, в основном, собирая палеонтологические и геологические коллекции.

#### Незапланированная зимовка

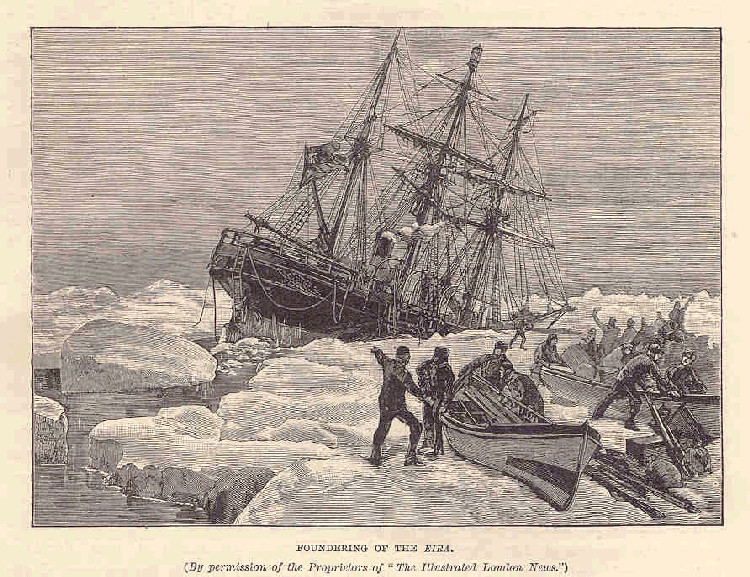
Крушение «Эйры». Иллюстрация из «Illustrated London News», выпуск 9 сентября 1882 года

19 августа в судовом журнале было отмечено смыкание ледовых полей вокруг баркентины; это оказалась последняя запись Лофли в этом документе. Погода всё время была спокойной. В воскресенье, 21 августа при полном безветрии на бухту начали напирать морские льды и в краткое время «Эйра» была зажата между дрейфующим ледовым полем и припаем, к которому была пришвартована. Вскоре открылась течь, намного превышавшая возможности помп, и команда была брошена на спасение имущества из трюмов. Спустя четыре часа баркентина затонула на глубине 11 морских саженей. Топы мачт были видны над поверхностью воды. Ли Смит взял инициативу на себя и объявил, что команда будет продолжал действовать, как если бы оставалась на борту своего корабля. Авторитет капитана Лофли был подтверждён тем, что Ли Смит отдавал приказы команде только через него. Решив проблему дисциплины, было необходимо готовиться к незапланированной зимовке. В первый вечер построили импровизированную палатку из парусов, выложив пол из плавника. Дров было в изобилии, команда получила горячий, хотя и скудный, ужин, чай и грог. Положение не было катастрофическим: удалось спасти почти тонну мясных консервов, более 3000 фунтов овощей (1360 кг), 288 банок консервированных супов, 80 жестянок чая, полбочки патоки, 200 банок сгущённого молока, 60 банок какао, 75 галлонов рома (340 л), 18 бутылок виски и ещё 18 бутылок шерри, по 12 бутылок джина и бренди, 60 бутылок пива и 72 бутылки шампанского. Спасли также музыкальные инструменты и запас табака (на борту не курил только сам судовладелец) — три четверти фунта на человека в месяц. Добраться до Дома Эйры было проблематично: шлюпки были невелики, а лёд в проливах сильно всторошен. Ли Смит распорядился сохранить все мясные консервы и супы, а также 16 галлонов рома (72 л), 12 фунтов чая (5,44 кг) и 50 банок молока для морского похода будущим летом (потом к этому будет добавлено 800 фунтов, то есть 362 кг пеммикана, вываренного из моржового мяса).

План «Коттеджа Флоры» с указанием спальных мест членов команды

22 августа команда приступила к возведению зимовья на галечном пляже высотой 20 футов над уровнем моря. Припасы надлежало перетащить почти на три мили к западу. Возведённая хижина («Коттедж Флоры», названный в честь кузины) располагалась на естественной террасе, поросшей мхом и цветами, рядом имелось озерцо талой воды. В тот же день были застрелены два белых медведя. Экспедиция располагала пятью шлюпками, на одной из которых удалось пройти 1 сентября до Дома Эйры и обратно, доставив некоторые необходимые припасы. Ещё одна попытка прорваться в Гавань Эйры не удалась. Погода была холодной и ветреной: в начале сентября ураганом одну из лодок сбросило на лёд, её едва успели вытащить. Поэтому главной задачей было набрать как можно больше древесины на дрова и строительство и заготовить как можно больше мяса птиц, медведей и моржей. 2 и 3 сентября были добыты в общей сложности 8 моржей. Из извлечённого из воды рангоута сделали стропила и конёк крыши, перекрытой парусами и дёрном, стены возвели из камней. Внутреннее помещение имело 39 футов в длину, 12 — в ширину и высоту 4½ фута (11,8 × 3,6 × 1,37 м). «Коттедж Флоры» разделили на три отсека: в одном располагались 18 рядовых, в другом Ли Смит и пятеро офицеров, центральный служил кухней и столовой. Освещались помещения жировыми лампами, дававшими обильную копоть, но яркий свет и тепло были обеспечены. Затем были сделаны ещё несколько малых ламп, которые были удобны для чтения и ремонта одежды. Печку пришлось перекладывать три или четыре раза из-за чрезмерного расхода топлива и неудачного дымохода. Для экипажа имелись все возможные в этой обстановке удобства: были спасены койки, три хронометра, двое часов, секстанты, термометр и барометр, шесть винтовок и два пистолета с боеприпасами, судовая аптека и личные сундучки матросов.

Кухонный угол в «Коттедже Флоры». Ли Смит изображён справа

Ли Смит ввёл на зимовке чёткий распорядок дня, призванный сохранить физическое и психическое здоровье команды во время полярной ночи. Подъём объявляли в восемь утра, далее подавали суп, сваренный из мяса моржей и медведей с овощными консервами. Ежедневно полагалась пинта чая с сахаром и сгущённым молоком. Обед был в 12:30 и также включал моржовое и медвежье мясо с клёцками из варёного теста. Приготовление мяса занимало около четырёх часов. В 16:00 выдавали малую порцию рома — половину от обыденной флотской. Суточная порция на 24 человека включала 10 фунтов овощей и 35 фунтов мяса и сала (4,5 и 15 кг). Разрезание и развешивание мяса было отдельной церемонией. Воду для готовки получали растопкой льда и снега по ночам. Рабочий день кока Мэссона и его помощника-юнги продолжался от 6 утра до 6 часов вечера. Кухонную вахту (рубка мяса и дров, нарезание сала и проч.) несли по очереди; тесто месил капитан Лофли, а доктор Нил сервировал стол и изготовил посуду из консервных банок. Воскресные дни отмечали звоном судового колокола и в 9:30 утра доктор Нил проводил церковные службы. У команды были домашние животные: канарейка, кот Тибс и ретривер Боб, которого днём выгоняли на улицу и пускали только на ночёвку. Как отмечал П. Капелотти, рацион команды был продуманным, и включал около 500 г свежего мяса и 300 г овощей на человека в сутки, не считая молока, сахара, чая и рома. Это особенно контрастировало с положением в экспедиции Грили, проводившейся в то же самое время.
Охота продолжалась до начала полярной ночи, последний медведь сезона был убит 11 ноября. Ли Смит считал своим долгом продолжать вести судовой журнал, последняя запись Лофли в котором датирована 19 августа. Бенджамин записывал температуры на улице и в помещении. Для отопления использовали спасённый уголь: за сутки на камбузе использовалось 12 фунтов (5,5 кг) угля для готовки, и в жировых лампах сжигалось около 2 галлонов (9 л) моржовой ворвани, что было достаточно для поддержания тепла в помещении и растопки льда. Полярной зимой мясо приходилось разделывать столярной пилой. Механик Робертсон считал холода «очень сильными». Попытка использовать дрова из плавника оказалась неудачной: сырая древесина наполняла дымом всё помещение, вдобавок, доставка брёвен полярной ночью была слишком изнурительна для людей. При обычной норме расхода угля должно было хватить до января, а жира до марта.
То, что «Эйра» не вернулась осенью 1881 года, вызвало в Англии беспокойство. Генерал Ладлоу 11 октября писал в дневнике: «явно что-то пошло не так». Кузен Валентайн Смит запросил мнение агента Бакстера о готовности экспедиции к зимовке и шансах на выживание судна во льдах. Ирландский путешественник, баронет Гор-Бут объявил, что следующим летом отправится на поиски Ли Смита, и сдержал обещание. Он же сделал запрос в Тромсё о наблюдениях «Эйры» промысловиками-норвежцами; оказалось, что с яхтой повстречался капитан Исаксен в Маточкином Шаре 30 июня; море было свободным ото льда. Грей предложил направить на мыс Флора судно с припасами весной, а Валентайн Смит настаивал, чтобы Географическое общество организовало спасательную операцию в 1882 году, и гарантировал 8000 фунтов стерлингов для её оплаты.

#### Весна. Приготовления

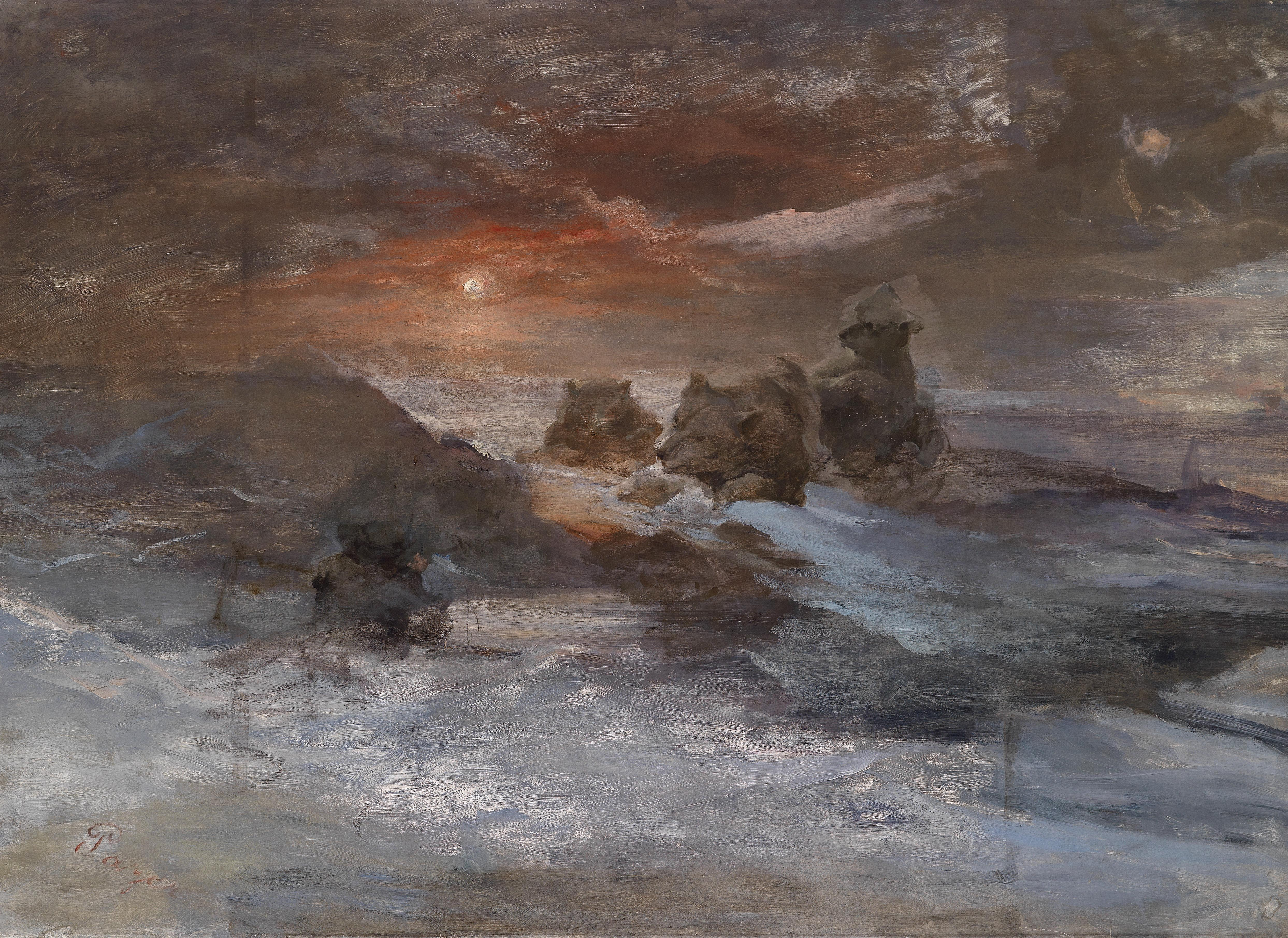
Юлиус Пайер. Охота на медведей полярной ночью. 1873, холст, масло, 72,5 × 103 см

К концу декабря 1881 года образ жизни зимовщиков устоялся: механик Робертсон писал, что людей захватила рутина, работы было мало, в основном доставка питьевого льда, разделка мяса, и откапывание входа в «Коттедж» после метелей. Люди много разговаривали и играли в карты. День зимнего солнцестояния отпраздновали двойной порцией грога и большим концертом. При праздновании Рождества церковную службу, как обычно, проводил доктор Нил. 4 января 1882 года льды вскрылись до самого горизонта, и в этот же день была зафиксирована самая низкая температура за всю экспедицию: −42 °F (−41,1 °C); в помещении было холодно: до +22 °F (−5,5 °C). Возможно, что воздух охлаждался ещё сильнее, но деления градусника Ли Смита на этом заканчивались. В кратких заметках, которые Бенджамин вёл в своём ежедневнике, под 21 января отмечено, что люди живут во льдах уже пять месяцев. Постепенно подходила к концу полярная ночь: сумерки наблюдались по три или четыре часа в сутки. Робертсон отмечал, что в январе и феврале на мысе Флора бушевали ураганные ветры, из-за чего почти два месяца команда провела на положении узников. 25 января был убит белый медведь (17-й, считая от кораблекрушения) и три моржа; эти запасы позволяли дождаться сезона навигации, не трогая шлюпочных рационов. В феврале медведи дважды попытались проникнуть в помещение: один раз пёс Боб остановил зверя прямо на пороге (тот был разделан и съеден на месте), а во второй раз один из матросов угодил в лапы медведя, выйдя из хижины. Робертсон также писал, что однажды медведь забрался на крышу «коттеджа» и был застрелен. Появились и птицы, первой из которых была полярная сова. Солнце взошло 21 февраля, но его не удалось увидеть из-за облачности, в этот день исполнилось полгода с момента кораблекрушения. Команда была в полном порядке, и даже капитан Лофли впервые смог спокойно говорить о потере «Эйры».
В марте на зимовье стали нападать медведицы; ранее убитые животные были самцами. Наметилось потепление: Бенджамин Ли Смит отмечал в записи от 19 марта, что можно было греться на солнце; на весеннее равноденствие в крыше «коттеджа» оборудовали световой люк. К тому времени экипаж съел 1000 добытых осенью кайр, и их появление было встречено большим энтузиазмом. Гарпунщики, не имея работы (моржи всё не показывались), лазили по скалам в поисках птичьих яиц. 19 апреля был застрелен двадцать девятый медведь, который находился в крайней степени истощения; в желудке у него нашли тряпки, видимо, подобранные на месте крушения судна. В среднем команда съедала по медведю в неделю, не считая птиц и прочего. К началу мая откопали из-под снега шлюпки и стали приводить их в рабочее состояние. Оказалось, что шлюпочные паруса погибли вместе с «Эйрой», и пришлось изготовить импровизированные ветрила из скатертей, укреплённых простынями и запасными рубашками — «всем, что выдержит ветер». Походные палатки сшили из шлюпочных чехлов. Три шлюпки были в хорошем состоянии, но четвёртая, повреждённая моржом в прошлом сезоне, внушала опасения. Ли Смит записал в дневнике 20 мая, что именно в этот день команда Пайера двинулась на юг, но в сезон 1882 года льды не вскрывались. К тому времени запасов оставалось на три недели. В день рождения королевы (24 мая) команда добыла тридцать третьего медведя и открытая вода была замечена по отражению на облаках примерно в 10 милях от мыса Флора. В этот день устроили большой праздник с шампанским. К 3 июня было добыто ещё три медведя и 366 кайр, на что ушёл 121 ружейный заряд. В воскресенье, 4 июня, было застрелено ещё 100 кайр, использован 31 патрон. В понедельник Ли Смит объявил, что они выходят через три дня. Капитан Лофли отправился по льду разведать проход к открытой воде, но торосы грозили повредить шлюпки; выход пришлось отложить. Сам Бенджамин ходил пешком к заливу Гюнтера, и обнаружил, что в этом месте льды стремительно таяли. 13 июня, во вторник, разразился шторм, взломавший льды. Прямо перед «Коттеджем Флоры» открылся канал, на глазах наблюдателей расширившийся до мили, «как если бы внезапно распахнулись врата на юг».

#### Спасение

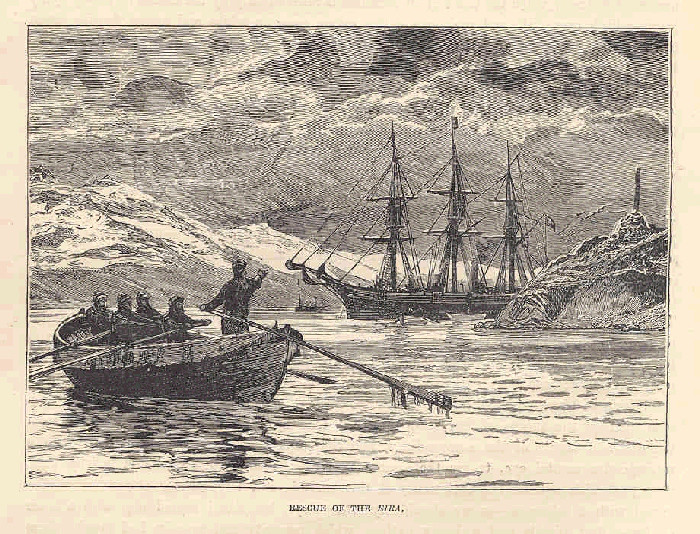
Спасение моряков «Эйры». Иллюстрация из «Illustrated London News», выпуск 9 сентября 1882 года

14 июня команда сумела во второй раз добраться до Дома Эйры, и привезла на санях припасы на 40 дней. По пути добыли ещё четверых моржей. Из их мяса выварили пеммикан с добавлением медвежьего жира; кузнец запаял продукт в сохранённые консервные банки. Соль к тому времени закончилась, и Робертсон отмечал, что пресная моржатина была «тошнотворной». Среди запасов нашли 14 фунтов свинца, из которого отлили дробь. С учётом заготовок, провианта должно было хватить на два месяца морского перехода. Шлюпки были крещены: вельбот, на котором шёл Ли Смит, нарекли «Фениксом». Второй вельбот назвали «Флорой», а зверобойные лодки — «Адвансом» и «Найтингейлом». На каждую шлюпку прибили табличку с гравированным именем «Эйры», на случай крушения или необходимости бросить судёнышко. В «коттедже» оставили несколько писем и отчётов, запечатанных в бутылки от шампанского. Двинулись в путь в половину десятого ночи 21 июня (к этому моменту исполнилось 10 месяцев со дня гибели корабля). По карте до пролива Маточкин Шар было 400 морских миль. Ли Смит и Лофли считали, что в этом районе, где активно промышляли зверобои и китобои, шансы на спасение наиболее велики. Попутный ветер позволил быстро уйти в открытое море.
Параллельно с начала января 1882 года Валентайн Смит безуспешно пытался вынудить Географическое общество дать поручение всем правительственным судам на поиски Ли Смита. Валентайн предложил на спасательную операцию 5000 фунтов стерлингов, ещё по тысяче внесли оставшиеся к тому времени в живых сёстры Бенджамина — Энн и Барбара, но общий бюджет операции был оценён в 14 000 фунтов, что превышало стоимость экспедиции на «Эйре». Капитаном спасательного судна «Хоуп» вызвался быть Аллен Янг. 1 июня в «Таймс» напечатали анонимную статью объёмом в две колонки «Исчезновение яхты „Эйра“ в Арктике». В статье критиковалась позиция Королевского географического общества, и предлагалось два варианта судьбы Ли Смита. Согласно первому, ему не удалось достигнуть Земли Франца-Иосифа, и «Эйру» унесло в неизвестном направлении. В этом случае команда Ли Смита повторит судьбу «Жаннетты» де Лонга. Во втором варианте, команда была блокирована на Земле Франца-Иосифа, но судно погибло так же, как и «Тегетгоф» Пайера. В случае, если команда выжила, она могла двигаться на Шпицберген или Новую Землю. Наиболее оптимальной стратегией считалось отправление миссии «Хоуп» на Новую Землю, закладывать склады и возводить каменные пирамиды с указателями пути до них. К операции подключился сэр Генри Гор-Бут, который отправился на своей яхте «Кара», специально перестроенной для арктических условий. Для консультаций обратились к Норденшельду и Пайеру. Последний заявил, что лучше надеяться на то, что Ли Смиту удастся спасти самого себя, поскольку ни одно судно не могло без риска подойти к архипелагу Франца-Иосифа. Более того, Пайер совершенно правильно предположил, что Ли Смит уже начал свой санно-шлюпочный поход. Норденшельд считал, что британцы пойдут на Шпицберген, с условиями на котором Ли Смит был знаком наилучшим образом. 3 июля «Хоуп» прибыла в Хаммерфест, где дополнительно наняли тендер «Марта» для расширения охвата поисков. Вышли на поиски 9 июля. До 25 июля «Хоуп» и «Марта» крейсировали у метеостанции Кармакулы, ожидая российское начальство, но оно так и не появилось. Янг оставил склад для Ли Смита, и вместе с «Карой» баронета Гор-Бута двинулся на север.

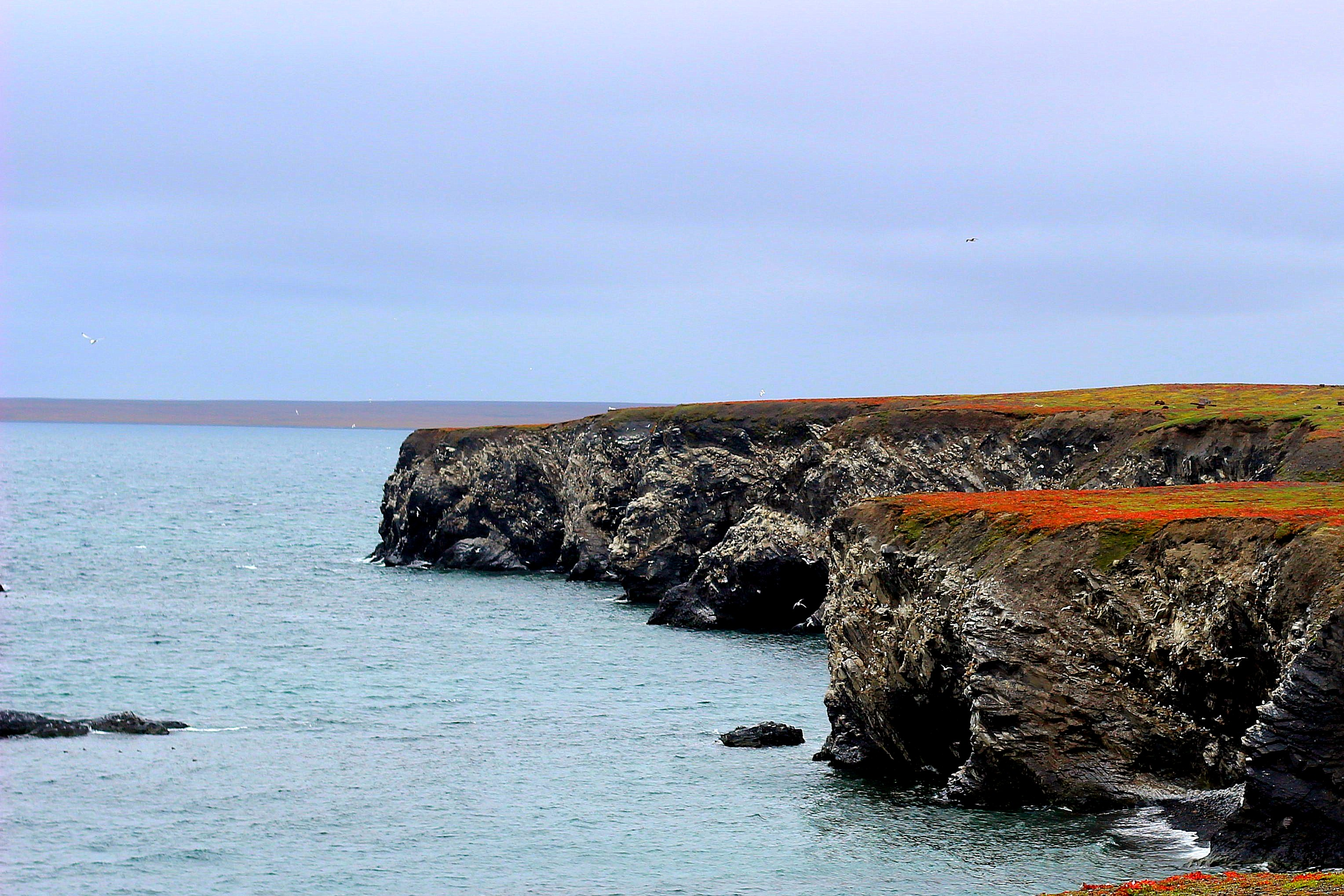
Побережье Новой Земли. Фото августа 2014 года

Двадцать четыре спутника Ли Смита на четырёх шлюпках пробирались меж ледовых полей и зон открытого моря. Первый переход от мыса Флора занял 20 часов, после чего путь преградили льды. Люди вытащили шлюпки и поставили палатки; ожидание длилось неделю. За это время прошёл ливневый дождь и шторм, Ли Смит отмечал в дневнике, что ожидание сильно выматывало полярников. Однако из-за отсутствия походной обуви и саней двигаться по льду было бессмысленно. Только в четыре часа утра 1 июля удалось продолжать путь по трещинам в ледовом поле 5-футовой толщины. 2 июля во всех шлюпках открылись течи, но в течение недели команда неуклонно пробивалась сквозь разреженный и битый лёд. 8 июля острая кромка льда угрожала вскрыть шлюпочную обшивку, и пришлось высаживаться на ледовое поле. Всё это время приходилось грести, возможности поставить паруса не было ни разу. Лишь 10 июля удалось пройти десяток миль по открытой воде, был ясный солнечный день, «жаркий», по описанию Ли Смита. 14 июля прошёл сильный дождь, всё это время команда следовала очень извилистым путём, поворачивая то на восток, то на запад. Море более или менее очистилось только 17 июля, но уже на следующий день разразился шторм, длившийся до 22 июля. Пока шло ожидание, в море попадались белухи и нарвалы, а на льдине удалось подстрелить белого медведя, который стал существенным подспорьем к рациону; затем к ним добавились ещё один медведь и тюлень. В пасмурный день 23 июля команда продолжила плавание по открытым бассейнам, дававшим «водяное небо» — рябь отражалась на низкой облачности. 25 июля увидели припай Новой Земли, однако 30-мильное ледовое поле ни разу не позволило подойти к берегу. Изнурённые люди находились на грани нервного срыва. Всеобщее горе вызвала гибель кота Тибса, который спрыгнул на льдину и пропал. 2 августа разразилась сильная гроза с градом, лодки быстро набирали воду. Робертсон вспоминал, что гибель казалась неизбежной. Когда измученные люди всё-таки выбрались на берег Маточкина Шара, из-за ливня они не смогли развести костёр. Следующий день был солнечным, поэтому удалось приготовить горячую пищу и просушить всё снаряжение. В 10 часов утра 3 августа группу Ли Смита заметила поисковая партия Янга, Гор-Бута и голландца Янзсена, самого Бенджамина доставили на борт «Хоуп» шлюпкой с корабля «Виллем Баренц». Капитан Янг с трудом узнал аристократа. Морской переход продолжался 43 суток. Остальных участников команды доставили к трём пополудни. Робертсон отмечал, что встречали их радушно и всё сделали ради комфорта. Несмотря на повреждение рулевого устройства, «Хоуп» прибыла к северному побережью Норвегии 9 августа; 20 августа все благополучно возвратились в Абердин. Команда получила расчёт. Успех был омрачён 24 августа кончиной второго помощника капитана — 44-летнего Томаса Фентона. Причиной смерти было онкологическое заболевание (рак ротовой полости), от которого он страдал на всём протяжении экспедиции.
Вынужденная зимовка и переход в открытых шлюпках по арктическому морю многое внесли в разработку методов выживания в полярных странах. Наблюдения доктора Нила показали, что свежее мясо, кровь и внутренности животных уберегли зимовщиков от цинги и анемии. Во время полярной ночи не было простудных заболеваний и обморожений. Снежная слепота отмечалась в солнечные дни, но не стала серьёзной проблемой.

## Поздние годы (1883—1913)

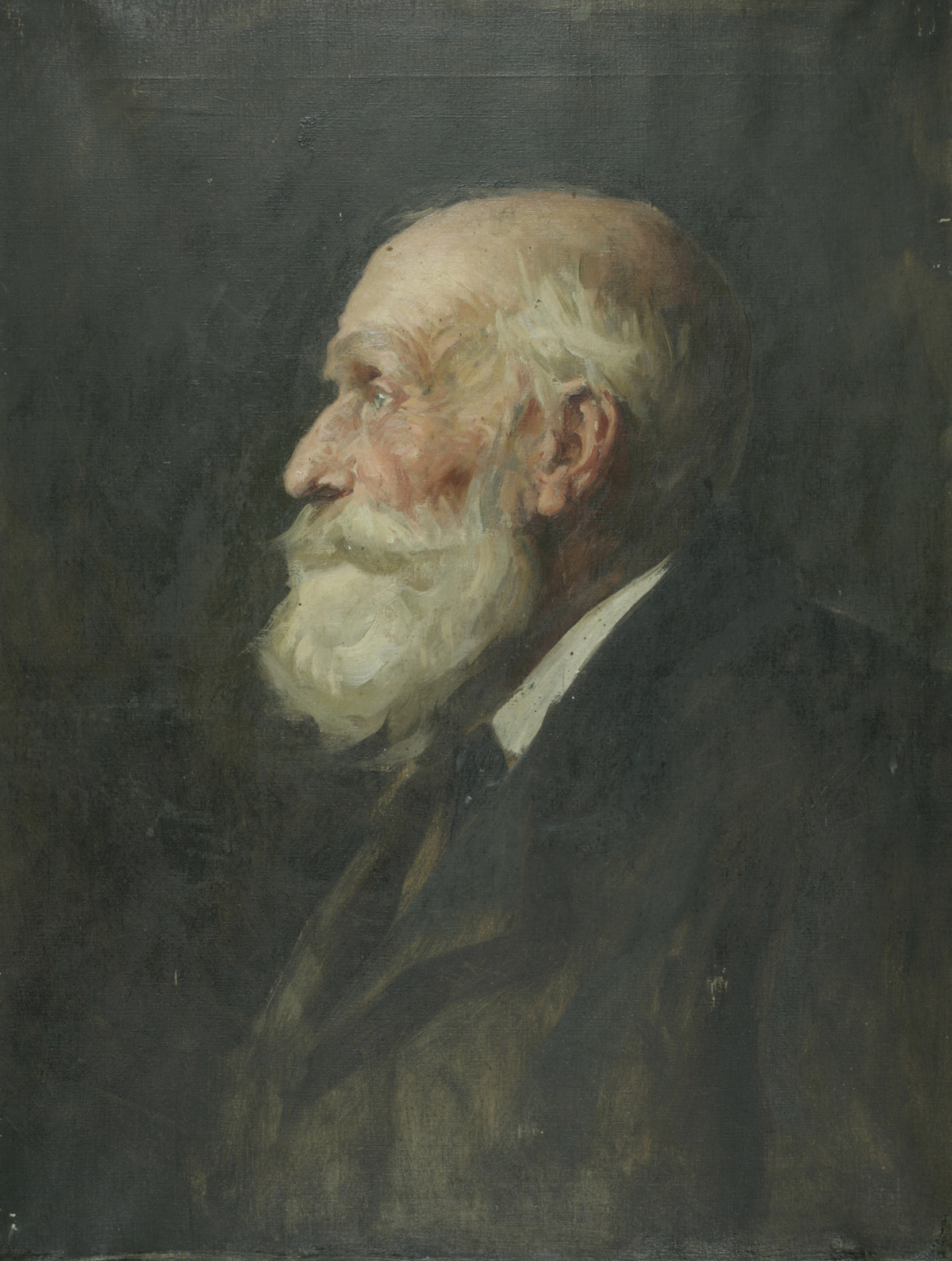
Последний портрет Ли Смита, написанный в 1911 году Ивс, Реджинальд. Хранится в Институте полярных исследований имени Скотта

После возвращения команды Ли Смита его достижения были высоко оценены газетой «Таймс», поскольку экипаж «Эйры» сумел не допустить повторения трагедии с «Жаннеттой». Успешное окончание экспедиции подтверждало награждение полярника Медалью покровителей годом ранее. Редакция газеты почти повелительно требовала от Ли Смита монографического издания о результатах его путешествий, учитывая и проведение Международного полярного года. Открытия на Земле Франца-Иосифа убедили географов, что этот архипелаг — удобная база для продвижения к Северному полюсу. Однако Ли Смит так никогда и не удостоился признания со стороны королевской семьи и официальных государственных институтов. Возвратившись в своё поместье в Глоттенхэме, Ли Смит вновь обратился к жизни помещика и патриарха обширного семейства. Его благосклонностью по-прежнему пользовались племянницы Мэйбл и Милисент и племянник Гарри — дети генерала Ладлоу и Изабеллы. Забота о родственниках и управление поместьями и вложениями помешали Бенджамину организовать новую экспедицию. Отчёт о путешествии на заседании Королевского географического общества прочитал 12 февраля 1883 года доктор Нил, на докладе присутствовали Макклинток и Нэрс. Сам исследователь слёг тогда с простудой в Суссексе. На публике он вновь появился в июне 1883 года на Международной конференции по зверобойному промыслу в Кембридже, тогда же Ли Смит побывал и в своём колледже, почётным членом которого был избран. Далее Бенджамин исчез из поля внимания газетчиков. Ли Смит вёл в экспедициях журналы и дневники, но так и не решился приступить к написанию обобщающего труда. Ни финансовое положение, ни репутационные соображения не требовали, согласно его мнению, издания отчёта о путешествиях, которые были его частным делом. П. Капелотти отмечал, что, составленные по материалам Ли Смита главы книг Маркема о путешествиях на Землю Франца-Иосифа точны и содержали необходимые подробности, однако очерк об экспедиции 1872 года Уэллса написан для широкой публики и изобиловал хронологическими и фактическими ошибками.
В 1886 году Ли Смит отдал в колледж 18-летнюю племянницу Милисент и вскоре познакомился с младшей сестрой её тьютора — католичкой Шарлоттой Селлерс, мать которой была наполовину француженкой. Шарлотта была на сорок лет моложе Бенджамина, однако в июне 1887 года он предложил ей вступить в брак и получил согласие. Этот брак с трудом терпели в семействе Смитов. У них родились двое сыновей: в 1888 году — Бенджамин Валентайн, и в 1892 — Филип. Судя по семейной переписке, 62-летний исследователь ещё в 1890 году разрабатывал планы полярного путешествия, но они так и не осуществились. Вместо этого Бенджамин с женой совершили путешествие в Египет, где он собирался заняться археологией, но ему не удалось вовремя получить разрешение на раскопки. Впрочем, и ранее Бенджамин с женой проводили зимний сезон в Алжире. Судя по переписке с библиотекарем Географического общества Хью Робертом Миллом, Ли Смит живо интересовался подготовкой китобойной антарктической экспедиции в 1892 году. Предположительно, он вложился в это предприятие. Экспедиция Нансена вызвала у Ли Смита раздражение, в переписке с Миллом он заявил, что только англичанин достоин первым достигнуть Северного полюса с территории Земли Франца-Иосифа. В основном Бенджамин жил в суссекском поместье; брак его дал трещину, и на рубеже веков они с супругой жили раздельно. Ходили упорные слухи, что в 1890-е годы Шарлотта состояла в длительной связи с соседом-помещиком Эгертоном. Впрочем, она соблюдала внешние приличия, была неподдельно религиозна и стала в графстве одним из «столпов общества». Отношения с сыновьями совершенно расстроились: после того, как Валентайн был отчислен из Кембриджа, отец не желал о нём слышать.
В начале XX века Бенджамин Ли Смит жил в Лондоне, в доме № 37 на Бьюри-Стрит в Сент-Джеймсе, где за ним присматривали слуги: по мере старения у него ослабели умственные способности. Это выражалось в периодической забывчивости, когда он мог не узнавать длительное время знакомых с ним людей. Чаще всего с ним общались родные по линии Ладлоу и соратник по экспедиции на Землю Франца-Иосифа — доктор Нил. Впрочем, Смит охотно посещал клубы, особенно Реформ-клуб, Оксфордский и Кембриджский. В 1909 году стало очевидно, что Бенджамин не в состоянии управлять своими поместьями и вложениями: он просил окружающих обналичивать выписанные им чеки, но уже не помнил, для чего предназначались деньги. 41-летняя Шарлотта Смит даже предприняла попытку юридически признать его недееспособным, поскольку родственники запрещали передавать права на наследство сыновьям. Была назначена медицинская комиссия, в которую вошёл Норман Мур (супруг племянницы Ли Смита) и доктор Нил. Осмотр показал, что у исследователя сильно ухудшился слух и ослабела память, он не смог назвать имя своего адвоката и название банка, в котором хранил сбережения, путался с определением своего возраста и возраста своих сыновей. Выяснилось, что с женой к тому времени они не виделись, по крайней мере, год. При этом он отлично ориентировался в карте Арктики и с подробностями рассказывал о путешествиях. В дальнейшем состояние исследователя только ухудшалось, 12 января 1910 года он был признан недееспособным в судебном порядке, но сумма на его содержание была увеличена. Он жил в Хампстеде под присмотром слуг, племянницы и доктора Нила. По словам Артура Кридланда, последний портрет Ли Смита, написанный в 1911 году, представляет его «измученным старцем». 3 января 1913 года он скончался; похороны прошли седьмого числа в церкви Св. Томаса Бекета в Брайтлинге, куда тело было доставлено поездом. На отпевании и похоронах присутствовал доктор Нил, представлявший Королевское географическое общество; гроб несли шестеро арендаторов из поместья покойного. Шарлотта с сыновьями не присутствовали. От Ли Смита осталось состояние в 110 781 фунт стерлингов, большая часть которого досталась Валентайну и Шарлотте, Филипу была выделена рента в 150 фунтов в год.
Шарлотта Смит дожила до 1955 года в квартире у Гайд-парка, в последние годы жизни она была прикована к инвалидному креслу. Старший сын — Бенджамин Валентайн Ли-Смит — служил в Королевском военно-морском флоте и даже создал систему кодирования сигналов. Далее он навсегда переехал в Швейцарию. Младший сын Филип Ли-Смит во время Первой мировой войны служил в разведке и в 1918 году принимал участие в британской интервенции против Советской России. В дальнейшем он сделал карьеру дипломата, опубликовал несколько романов (под псевдонимом «Кристофер Ровер»), два из которых — «Пандемониум» и «Красный конь», — были посвящены России. С 1933 года Филип был женат на первой женщине-физике Великобритании — хорватке Алисе Пребил.

## Память

### Географические объекты

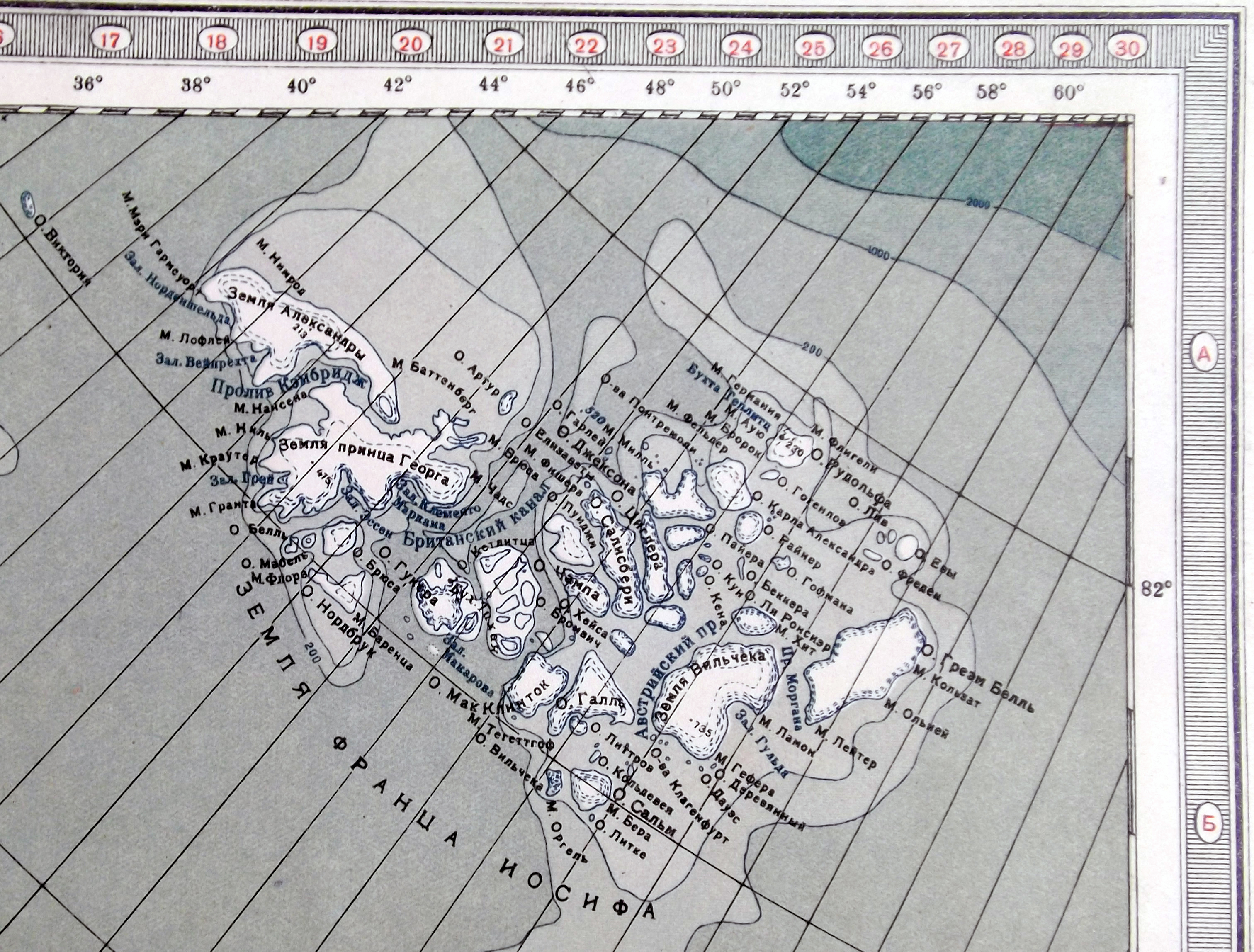
Обзорная карта Земли Франца-Иосифа из «Атласа командира РККА», 1938 год

Важнейшие достижения Бенджамина Ли Смита относятся к области географических открытий. На Земле Франца-Иосифа им был поименован 41 объект, к 2012 году из присвоенных им названий использовалось 37. Большинство из них были связаны с личными обстоятельствами и пристрастиями исследователя. Тридцать девять объектов, отсутствующих на карте Пайера, были обозначены Ли Смитом во время путешествия 1880 года. В числе них были остров Мэй, названный в честь помощника Маркема и участника поисков Франклина, — Уолтера Уоллера Мэя (1830—1896). К северу от него располагался остров Гукера, названный в честь учёного-ботаника, который в 1870-е годы возглавлял Королевское географическое общество. Остров Этеридж был назван в честь американского палеонтолога Роберта Этериджа (1819—1903), который обрабатывал образцы, доставленные британскими экспедициями. Остров Ньютона был назван в честь зоолога, который был профессором в альма-матер самого Ли Смита. При наименовании мыса Флора, скорее всего, имелась в виду не богатая для Арктики растительность в этом месте (трава, мох и даже цветы), а кузина Бенджамина — Флора Смит, муж которой Валентайн финансировал в 1882 году спасательную экспедицию. Соседний остров Белл имел характерные колоколовидные очертания, но имя получил в честь сестры Ли Смита — Изабеллы. Соседний остров и пролив получил имя семейства кузенов, а ледник Грэттон — в честь дяди, завещавшего Ли Смиту всё состояние. Расположенный неподалёку остров Мейбл был назван в честь дочери Изабеллы — Амабель Ладлоу (1860—1939). Относительно названия яхты «Эйра» и гавани Эйры существуют существенные разногласия. Правнучатая племянница исследователя Шарлотта Мур утверждала, что это древнее название Ирландии, в которой у Ли Смита были поместья. Однако исследовательница Сюзан Барроу заявила, что скорее всего Эйра — это река в Норвегии, которая был излюбленным местом рыбалки на лосося у джентльменов XIX века; при этом неизвестно, посещал ли рыбалку сам Ли Смит. Также возможен вариант, что название «Эйра» — это версия номенклатуры Линнея для снежного гуся (Anser caerulescens) на валлийском языке: Gwydd yr Eira. Эта версия следует из дневника генерала Ладлоу: данное название содержалось в сопроводительной записке к посылке чучела этого гуся племянницам Мэйбл и Эми. Мысов своего имени удостоились фотограф Грант (мыс Гранта), врач Нил (мыс Нила), капитан Лофли, и шурин Ли Смита — генерал Джон Ладлоу (1801—1882).
В честь самого Ли Смита назван ледник Либрин и Мыс Ли Смит на Северо-Восточной Земле. На Земле Франца-Иосифа в его честь назван остров Ли-Смита, открытый в 1899 году У. Уэлманом и получивший современное название от участников экспедиции Фиалы. Фредерик Джексон в 1897 году назвал в честь Ли Смита пролив, отделяющий остров Артура от Земли Георга. «Коттедж Флоры» сохранялся участниками последующих экспедиций; Джексон использовал его для складских нужд. Находящаяся в плохом состоянии постройка существовала ещё в 1929 году, при посещении мыса Флора советскими исследователями на «Персее», но в дальнейшем была разрушена без следа. В 2019 году специалисты отдела сохранения историко-культурного наследия национального парка «Русская Арктика» обследовали Дом Эйры и пришли к выводу, что ему угрожает разрушение. Планируется реставрация и превращение старейшего сохранившегося здания на архипелаге в туристический объект. Также запланировано создание каталога памятных надписей и граффити, оставленных путешественниками в доме.
Начиная с 2005 года участники российской ассоциации «Морское наследие: исследуем и сохраним» (Санкт-Петербург) в рамках проекта по изучению и сохранению морского природного и культурного наследия «Открытый Океан», пытались обнаружить место затопления «Эйры». Место гибели яхты (в районе залива Фоки между мысами Флора и Гертруда) было обстоятельно описано в дневниках Ли Смита. Лишь в августе 2017 года экспедиция на научно-исследовательской яхте «Альтер Эго» при помощи многолучевого эхолота обнаружила на двадцатиметровой глубине объект габаритами 10 × 50 м. Съёмки подводной камерой показали, что объект почти полностью замыт песком, но были видны очертания отдельных досок. Поскольку совпали место, размеры и материал, было объявлено об обнаружении места крушения «Эйры». Пресс-конференция в «Мурманском вестнике» была проведена соруководителем экспедиции «Открытый океан: архипелаги Арктики» Александром Чичаевым и Марией Гаврило — главой комиссии «Морское наследие». Первооткрыватели не исключили возможности подъёма шхуны для устройства музейной экспозиции в будущем, если эксперты сочтут сохранность корпуса достаточной.

### Историография

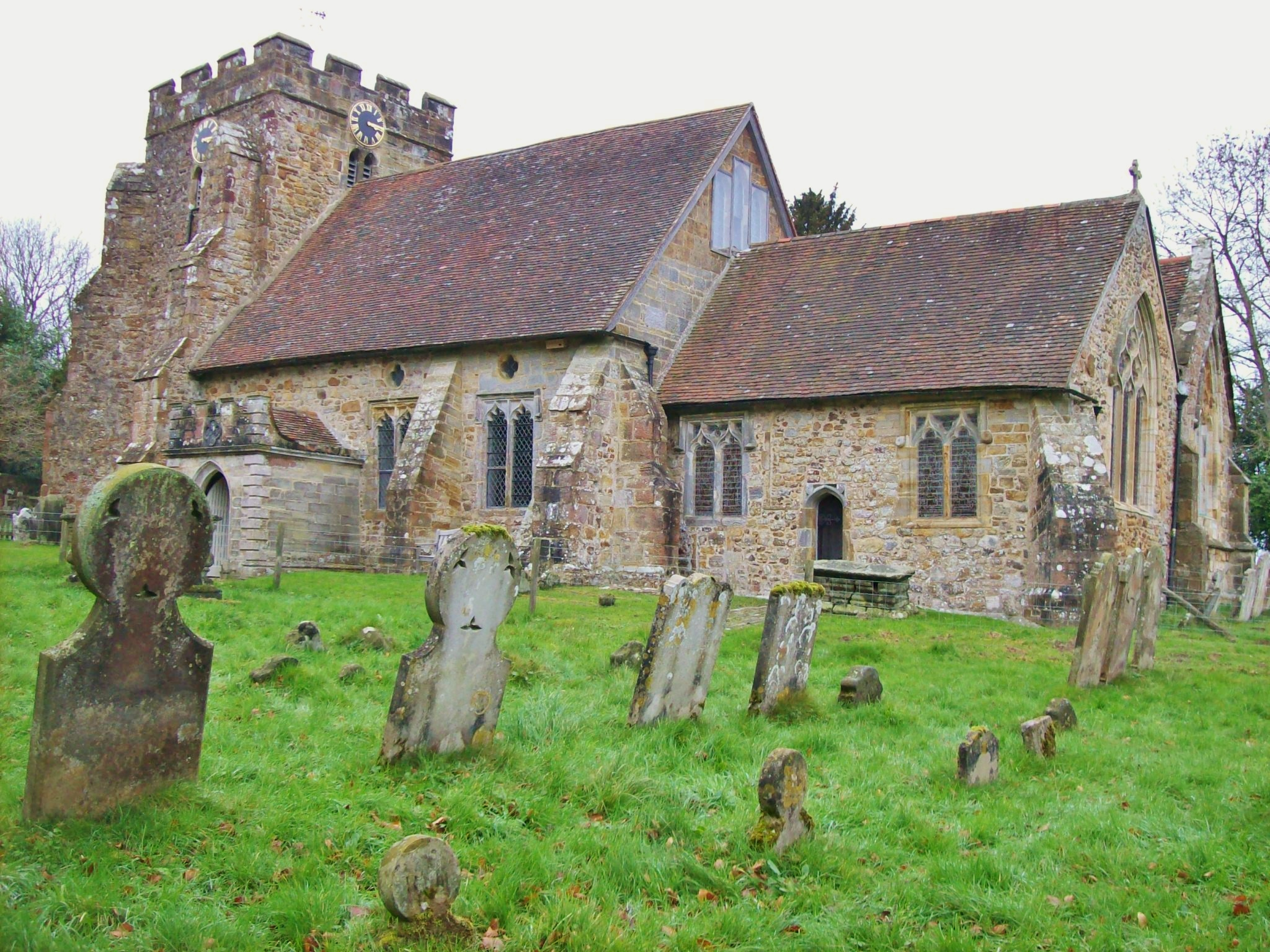
Церковь Св. Томаса Бекета в Брайтлинге, в ограде которой упокоился прах Бенджамина Ли Смита

Правнучатая племянница Ли Смита — писательница Шарлотта Мур — в 2010 году опубликовала по материалам семейного архива и сохранившихся устных преданий историю дома «Хэнкокс», в котором после 1888 года жили четыре поколения рода Смитов и Муров. Врач Норман Мур был последовательно женат на двух племянницах Ли Смита: сначала на Эми, а после её кончины от чахотки, — на Миллисент, от которой происходила и сама Шарлотта. Дом был достаточно велик, чтобы сохранилось немалое число реликвий, в частности, скатерти с вышитыми монограммами, походное снаряжение, палатки, и прочее. Дома хранится и обширная переписка: в некоторые периоды друзья и родственники посылали по два письма в день. Именно Ш. Мур выдвинула предположение о социально-семейном эксперименте Бенджамина Смита-старшего, но считала его «преднамеренным попранием основ классовой системы».
Много лет исследованиями научного наследия и жизненного пути Ли Смита занимался Питер Капелотти (Университет штата Пенсильвания). В 2013 году он опубликовал первую объёмную биографию «Кораблекрушение у мыса Флора», вызвавшую многочисленные рецензии. В отзыве полярного исследователя Уильяма Барра (университет Калгари) книга была охарактеризована как «хорошо написанная и фундированная источниками» и «ценный вклад в арктическую историографию», особо отмечалось, что почти все документы никогда не обнародовались. Достоинством монографии признавалось и сотрудничество Капелотти с Шарлоттой Мур, которая щедро делилась семейными материалами. Исследовательница Сюзан Барр (Фонд культурного наследия Норвегии) отметила, что П. Капелотти удалось выделить в жизни Ли Смита два аспекта, «по отдельности выводящие его за пределы обыденности»: с одной стороны, он был британским джентльменом-любителем, который считал свои предприятия сугубо частным делом. С другой стороны, он был высокопрофессиональным полярным исследователем, который был хронически недооценён; в этом плане его можно сравнить с Отто Свердрупом.
В 2013 году по инициативе Ш. Мур были проведены мероприятия в честь столетия кончины Ли Смита: 27—28 сентября в Институте полярных исследований имени Скотта открылась выставка, на которой были представлены фотоальбомы и письма исследователя, и даже его скульптурное изображение из усадьбы Хэнкокс. Эти материалы были дополнены фотографиями и биологическими образцами из экспедиции Джексона; на открытии присутствовали около 60 потомков рода Смит. С лекциями в Джизус-колледже выступил биограф П. Капелотти и профессор Дж. Даудесвелл — директор Полярного института. На кладбище в Брайтлинге было воздвигнуто новое надгробие, оформленное Биллом Саттоном — внучатым племянником полярника.